# Jacek Malczewski

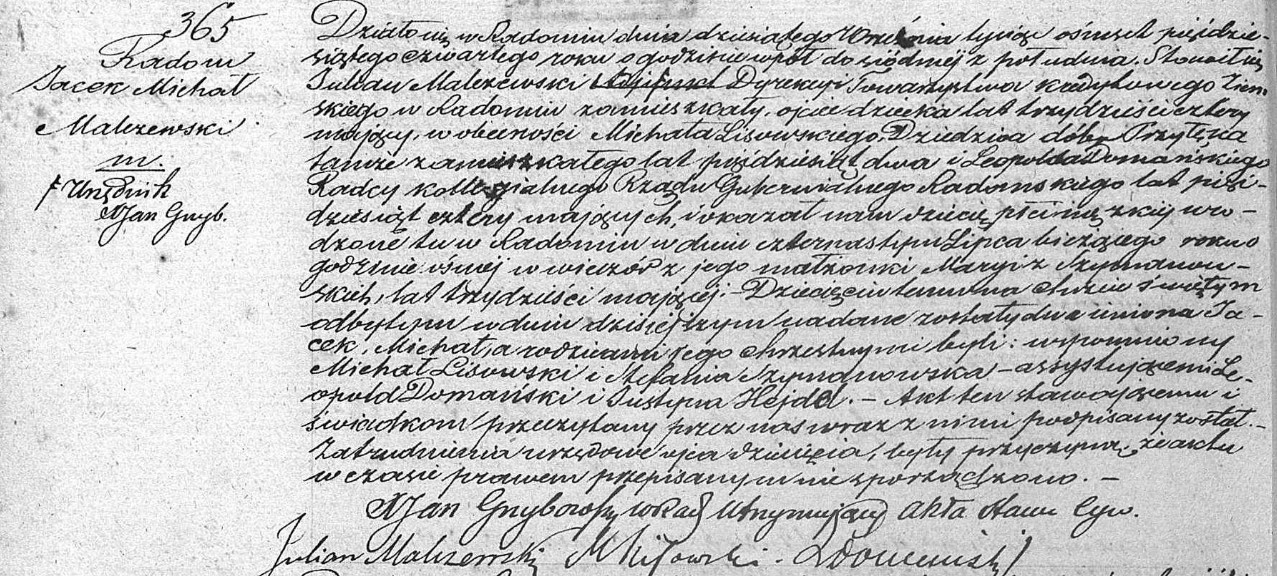
Akt urodzenia Jacka Malczewskiego 1854

Jacek Michał Malczewski (ur. 14 lipca 1854 w Radomiu, zm. 8 października 1929 w Krakowie) – polski malarz, jeden z głównych przedstawicieli symbolizmu przełomu XIX i XX wieku.

## Życiorys

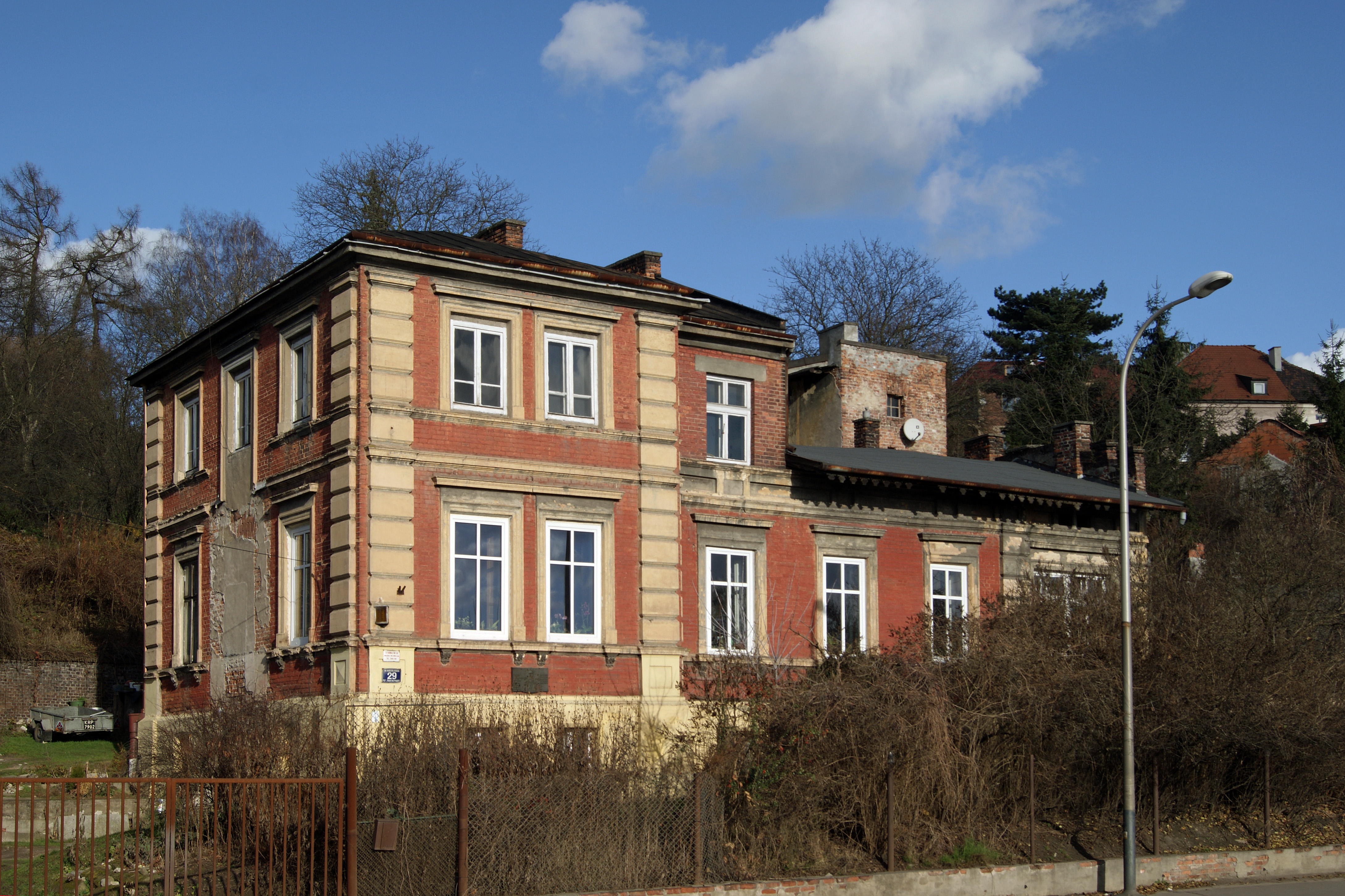
Willa Pod Matką Boską na krakowskim Zwierzyńcu przy ul. Księcia Józefa 29, gdzie mieszkał i miał pracownię Jacek Malczewski

Jacek Malczewski urodził się w Radomiu, w zubożałej rodzinie szlacheckiej herbu Tarnawa. Ród Malczewskich z Malczewa wydał także sławnego niegdyś poetę Antoniego Malczewskiego (ta gałąź rodziny samowolnie zmieniła herb Tarnawa na Abdank). Jego ciotką była mistyczka Wanda Malczewska. Z rodziny pochodził także generał Wojska Polskiego i minister spraw wojskowych z czasów przewrotu majowego Juliusz Tadeusz Tarnawa-Malczewski. Jacek po kądzieli spokrewniony był z Teodorem Korwin-Szymanowskim (ojciec Teodora i dziad Jacka byli rodzeństwem), z Jadwigą Łuszczewską, Karolem Szymanowskim i Jarosławem Iwaszkiewiczem.
Do trzynastego roku życia wychowywał się pod okiem rodziców, Juliana Grzegorza Macieja i Marii z Korwin-Szymanowskich. Ojciec był generalnym sekretarzem Towarzystwa Kredytowego Ziemskiego guberni radomskiej, matka – córką byłego oficera wojsk napoleońskich Aleksandra Szymanowskiego. W 1867 rodzice wysłali Jacka do majątku wuja Feliksa Karczewskiego w Wielgiem, gdzie jego opiekunem i nauczycielem był Adolf Dygasiński. Cztery lata później 17-letni Malczewski przeprowadził się do Krakowa, gdzie uczył się w gimnazjum św. Jacka.
W 1872 Malczewski rozpoczął edukację artystyczną, szkoląc się pod okiem Leona Piccarda. Został też wolnym słuchaczem w krakowskiej Szkole Sztuk Pięknych, a następnie (na prośbę własnego ojca, ale też Jana Matejki, który cenił wczesne rysunki Malczewskiego) opuścił gimnazjum i zaczął studiować w SSP. W 1873 rozpoczął studia w SSP, gdzie jego nauczycielami byli Władysław Łuszczkiewicz i Feliks Szynalewski.
Malczewski nie chciał jednak pozostać w SSP. Jeszcze w 1872 informował ojca o projekcie wyjazdu do Paryża. W październiku 1875, wbrew woli zarówno ojca, jak i Matejki, wyjechał na dalsze, ośmiomiesięczne studia do Paryża. W latach 1876–1877 studiował w pracowni Henri Ernesta Lehmanna w paryskiej École des Beaux-Arts, zwiedzał też Académie Suisse. Do pracowni Matejki powrócił na prośbę ojca jesienią 1877, w 1879 ukończył kurs kompozycji w klasie mistrzowskiej Matejki. W 1880 udał się wraz z Marcelim Czartoryskim w podróż do północnych Włoch. W 1884 trafił do pałacu w Rozdole Karola Lanckorońskiego i wziął udział w zorganizowanej przez niego wyprawie archeologicznej do Azji Mniejszej. Z Karolem Lanckorońskim połączyła Malczewskiego wieloletnia przyjaźń. W 1883 Malczewski namalował swój pierwszy istotny obraz, Śmierć Ellenai, który był utrzymany w naturalistycznej, drobiazgowej estetyce i bardzo spodobał się Matejce.
W 1884 zmarł Julian Malczewski, a jego syn utrwalił pogrzeb za pomocą realistycznych szkiców. W 1885 wyjechał do Monachium, gdzie zetknął się z osobą Józefa Brandta. W latach 80. i na początku lat 90., częściowo pod wpływem sztuki Artura Grottgera, namalował serię naturalistycznych obrazów o życiu codziennym powstańców narodowych, zesłanych na Syberię. Obrazy takie jak Niedziela w kopalni (1882), Na etapie (1883), Sybiracy (1891), Wigilia na Syberii (1892) wyróżniał kontemplacyjny charakter: sceny odpoczynku podczas marszów, modlitwy, czuwanie przy zmarłych sybirakach.

Przełomem w jego karierze okazały się obrazy Melancholia (1890–1894) i Błędne koło (1895–1897), uznawane za manifesty symbolizmu w malarstwie polskim. Melancholia stanowiła zbiorowy portret Polaków pogrążonych w celebracji cierpienia i apatii, w różnym wieku, odmiennych klas społecznych; tragizm obrazu podawała w wątpliwość jedynie tajemnicza postać w czerni, symbolizująca zapewne bardziej świetlaną przyszłość niż zabory. Podobnie aluzyjna była treść Błędnego koła, w którym krąg postaci zatraca się w żywiołowym, spontanicznym tańcu. Melancholia i Błędne koło zainspirowały Stanisława Wyspiańskiego przy tworzeniu dramatu symbolicznego Wesele (1901). 

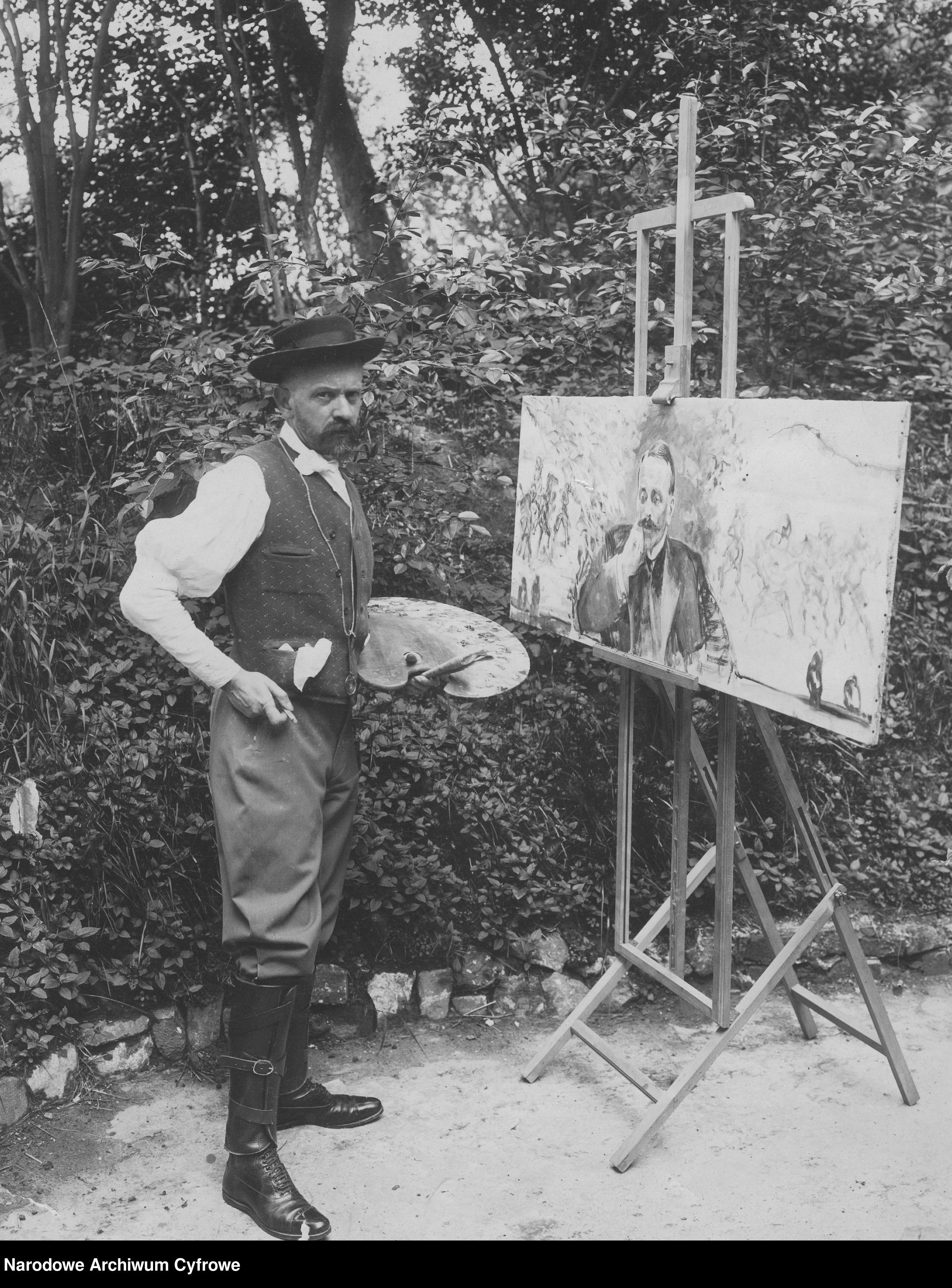
Jacek Malczewski podczas pracy (1909)

W 1896 objął funkcję wykładowcy w krakowskiej Akademii Sztuk Pięknych. Był jednym z członków założycieli elitarnego Towarzystwa Artystów Polskich „Sztuka” (1897). Zasłużył się także jako nauczyciel malarstwa na Wyższych Kursach dla Kobiet im. A. Baranieckiego (1899–1911), wspierając kobiety, które nie miały wówczas prawa studiować w ASP. Malczewski prowadził wykłady malarskie jeszcze w dwóch szkołach żeńskich – w Szkole Artystycznej dla Kobiet Teofili Certowicz (od 1897 roku) i w Szkole Sztuk Pięknych dla Kobiet prowadzonej przez Marię Niedzielską. W międzyczasie przeżył kolejną osobistą tragedię: śmierć matki w 1898. W następstwie rodzinnej tragedii namalował serię obrazów Thanatos (1898–1899), w których uwidaczniał się stale powracający motyw w twórczości artysty: obsesja na punkcie śmierci. Dodatkowo w 1900 Malczewski popadł w konflikt z rektorem ASP Julianem Fałatem, którego służalczość wobec władz zaborczych oraz forsowanie przestarzałego programu nauczania zraziły Malczewskiego do uczelni. Opuściwszy na 10 lat ASP, Malczewski w międzyczasie organizował wiele wystaw swoich prac; w 1903 po raz pierwszy odbyła się indywidualna wystawa twórczości Malczewskiego w Towarzystwie Przyjaciół Sztuk Pięknych w Krakowie i Lwowie, a także w Towarzystwie Zachęty Sztuk Pięknych w Warszawie. 

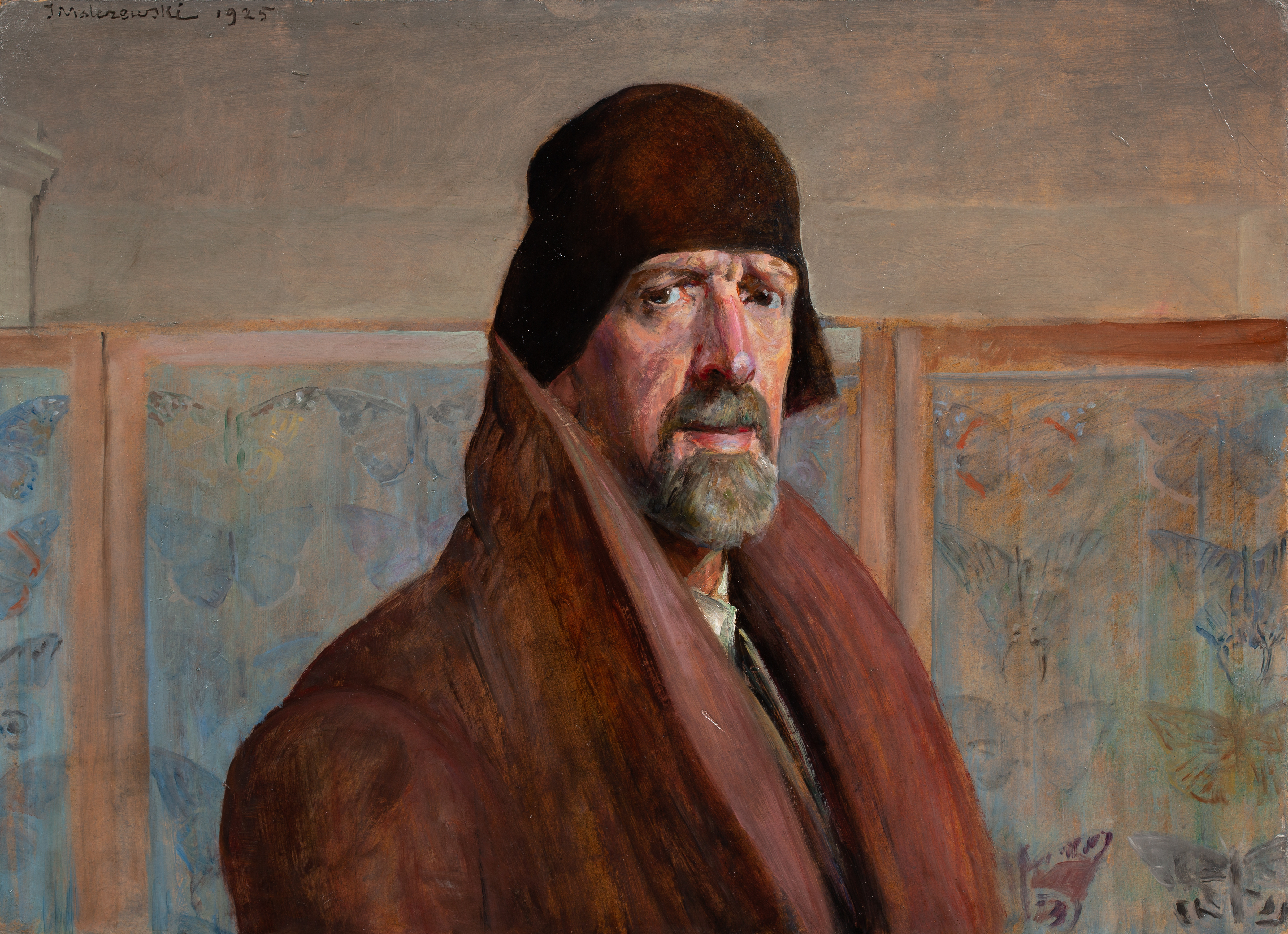
Jacek Malczewski, autoportret (1925)

W 1908 nadano mu tytuł profesora. W 1909 otrzymał Nagrodę Akademii Umiejętności z fundacji Probusa Barczewskiego za obraz (tryptyk) Grosz czynszowy. Gdy w 1910 rektorem ASP został Teodor Axentowicz, Malczewski powrócił na stanowisko profesora, a w 1912 objął stanowisko rektora. Funkcję tę pełnił do wybuchu I wojny światowej, kiedy uciekł na dwa lata z Krakowa w obawie przed frontem wschodnim. Początek wojny spędził w Wiedniu, starając się dowieść swojej lojalności przed władzami austro-węgierskimi. Do Krakowa powrócił w 1916. 

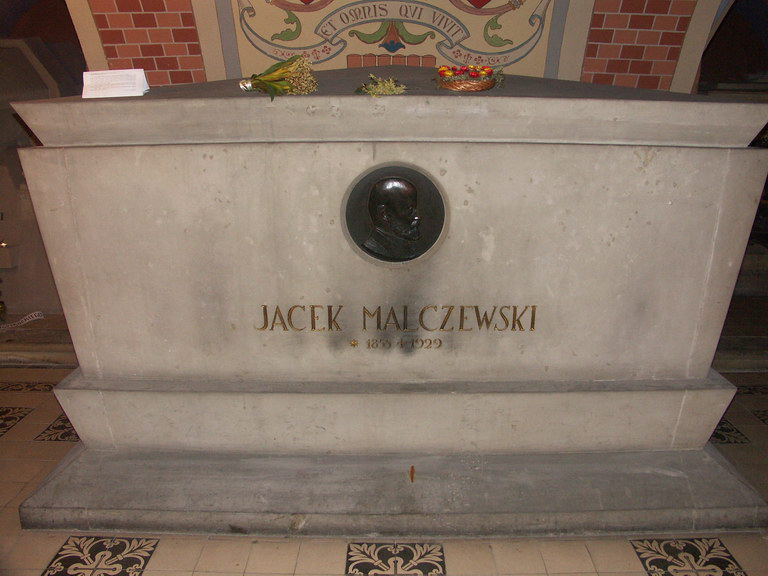
Grobowiec Jacka Malczewskiego w Krypcie Zasłużonych na Skałce

W 1921 ustąpił z funkcji profesora ASP. Jubileusz 70-lecia życia i 50-lecia pracy malarskiej obchodził, organizując wystawy swoich obrazów w Krakowie, Lwowie, Warszawie i Poznaniu. W latach 1923–1926 mieszkał w XIX-wiecznym dworze w Lusławicach, założył tam szkółkę malarską dla utalentowanych dzieci wiejskich. W 1923 namalował tryptyk „Mój pogrzeb”. Na początku lat 20. był prezesem honorowym Związku Polskich Artystów Plastyków w Krakowie. W 1927 otrzymał nagrodę artystyczną miasta Warszawy, w październiku 1928 został wybrany członkiem czeskiej Akademii Nauki i Sztuki, a w 1929 uhonorowany został Wielkim Złotym Medalem na Wystawie Krajowej w Poznaniu. Pod koniec życia artysta stracił wzrok. Zmarł 8 października 1929. Przed śmiercią zażyczył sobie, żeby go pochowano na Cmentarzu Salwatorskim w Krakowie, lecz zgodnie z wolą przedstawicieli ASP i Towarzystwa Sztuk Pięknych spoczął w Krypcie Zasłużonych na Skałce.

## Życie prywatne
W 1887 ożenił się z córką krakowskiego aptekarza Marią Gralewską. Z tego związku na świat przyszły dzieci: w 1888 córka Julia, a 24 października 1892 syn Rafał (później także malarz). W 1900 poznał Marię Kingę Balową, również w związku małżeńskim, z którą zdradzał swoją żonę przez 13 lat; Balowa była dlań muzą, której wizerunek utrwalił na wielu płótnach. Gralewska, dowiedziawszy się o zdradzie ze strony Malczewskiego, nie mogła wybaczyć mężowi cudzołóstwa.
Podczas pobytu w Krakowie kilka razy zmieniał miejsce zamieszkania i pracy artystycznej.  
W czasie nauki w gimnazjum początkowo mieszkał w internacie Adolfa Dygasińskiego przy ul. Floriańskiej. W 1873 roku przeniósł się do samodzielnie zajmowanego pokoju u prof. Izydora Kopernickiego przy ul. Sławkowskiej 26.
Malował w wynajętych pracowniach: przy ul. Lubicz, w dworku Dettloffów na Czerwonym Prądniku przy ul. Wileńskiej 5, przy ulicy Łobzowskiej. Przed ślubem, w 1887 roku zajmował mieszkanie przy ul. Brackiej 10. Po ślubie zamieszkał z żoną u teścia Fortunata Gralewskiego przy ul. Szczepańskiej 1, potem przy ul. Batorego 20, gdzie artysta miał także pracownię. W latach 1899–1911 mieszkał i pracował w willi „Pod Matką Boską” przy ul. Księcia Józefa 29 (według informacji na tablicy pamiątkowej na willi artysta mieszkał tam w latach 1899–1914, według Bednarskiego są to błędne informacje). Malczewscy przeprowadzili się na krótko na ul. Karmelicką 29, po czym w 1911 roku przenieśli się na ul. Krupniczą 8 do domu barona Jana Franciszka Konopki. Od października 1926 Malczewski mieszkał w domu architekta Tadeusza Glińskiego przy ul. Anczyca 7, gdzie zmarł.

## Upamiętnienie
Radom

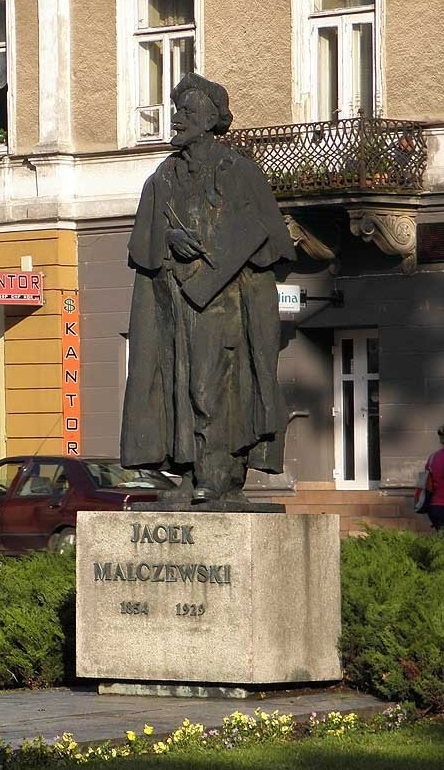
Pomnik Jacka Malczewskiego w Radomiu

- W Radomiu jest ulica Malczewskiego.
- Na ścianie kamienicy przy ul. Malczewskiego 8 znajduje się tablica upamiętniająca artystę[39].
- Na skwerze u zbiegu ulic Malczewskiego i Struga, na skwerze przed Resursą Obywatelską w 1985 roku wystawiono pomnik malarza autorstwa prof. Stanisława Radwańskiego. Figura Malczewskiego jest odlana z brązu, artysta w ręku trzyma paletę i pędzel[39].
- W 1925 roku Rada Miejska Radomia zdecydowała o ufundowaniu stypendium naukowego jego imienia[39].
- Jest patronem muzeum prezentującego dobra kultury polskiej w zakresie archeologii, historii, literatury, przyrody i sztuki (Muzeum im. Jacka Malczewskiego w Radomiu).
- W ramach budżetu obywatelskiego w Radomiu powstaje szlak murali przedstawiających wielkoformatowe obrazy Jacka Malczewskiego.

Pięć murali:

1. „Zatruta studnia z chimerą” widnieje na ścianie budynku Wydziału Sztuki Uniwersytetu Radomskiego im. Kazimierza Pułaskiego, przy ul. Malczewskiego 22;

2. „Kobieta z faunem” zdobi ścianę VII Liceum Ogólnokształcącego im. K.K. Baczyńskiego, przy ul. Warszawskiej 12;

3. „Pytia” znajduje się na ścianie budynku Wydziału Transportu, Elektrotechniki i Informatyki Uniwersytetu Radomskiego im. Kazimierza Pułaskiego przy ul. Malczewskiego 29;

4. „Zatruta studnia I” na ścianie wyremontowanej kamienicy przy ulicy Niedziałkowskiego 16;

5. „Autoportret z muzą” zdobi kamienicę przy ul. 25 Czerwca.

Autorem prac jest Łukasz Rudecki.
Kraków

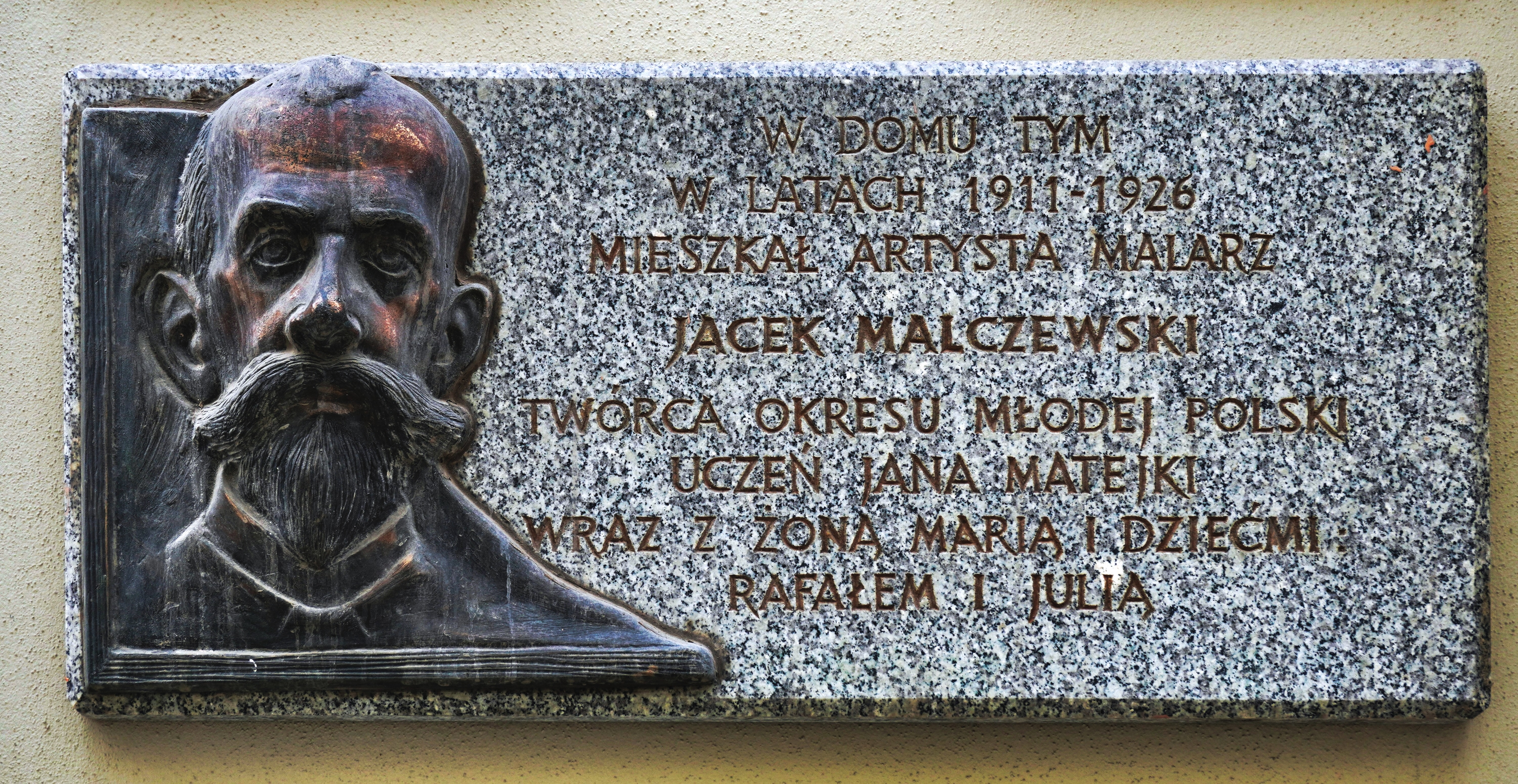
Tablica w elewacji kamienicy przy ul. Krupniczej 8 w Krakowie, upamiętniająca zamieszkiwanie owej kamienicy przez Jacka Malczewskiego w latach 1911–1926

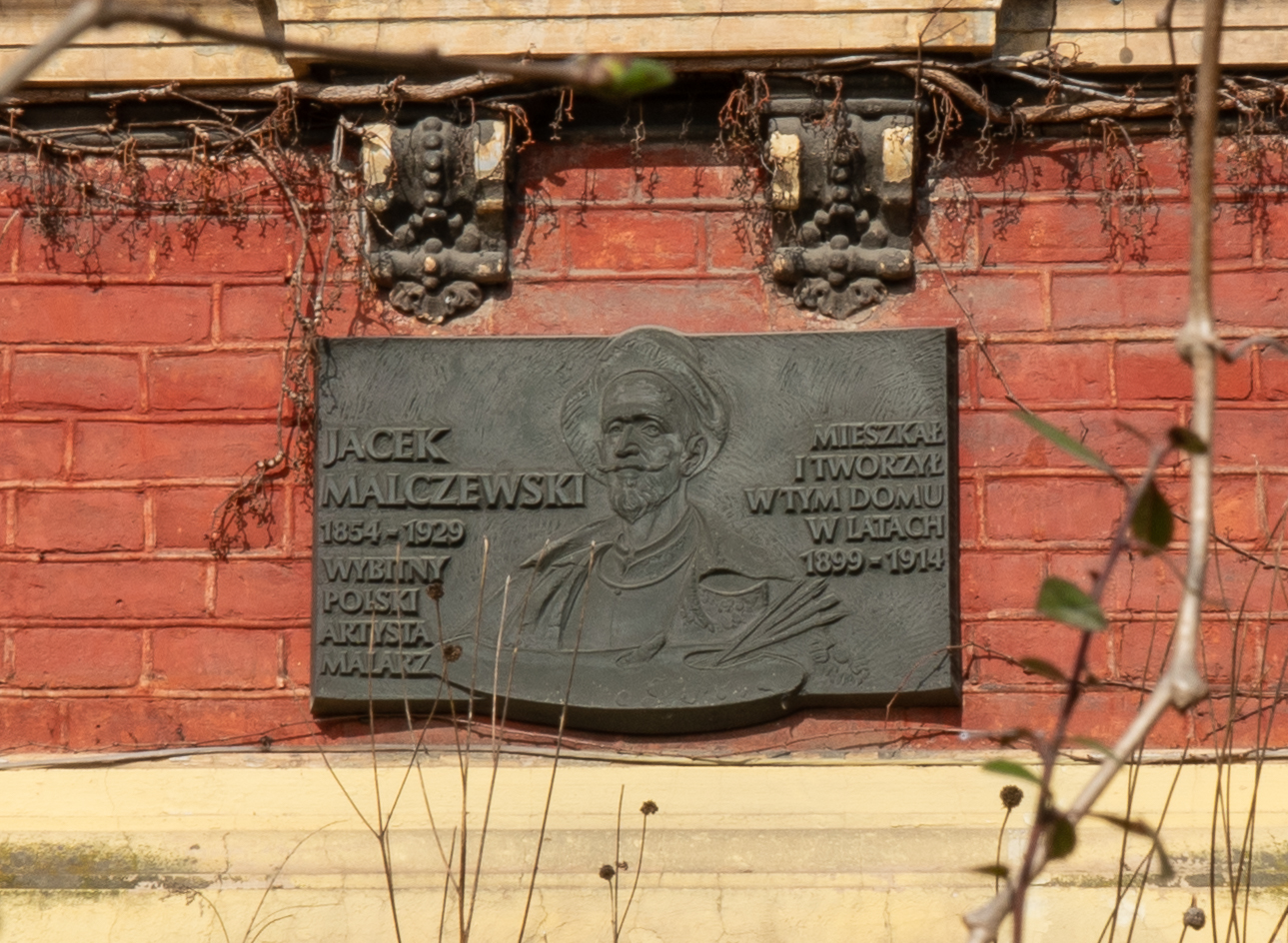
Tablica upamiętniająca Malczewskiego

- W Krakowie jest ulica Malczewskiego w dzielnicy VII Zwierzyniec[26].
- Na elewacji willi „Pod Matką Boską”  przy ul. Księcia Józefa 29 znajduje się tablica pamiątkowa poświęcona malarzowi[43]. Tablica została wmurowana w 1996 roku. Autorem jest Mariusz Wasilewski[26]
- Tablica pamiątkowa znajduje się także na kamienicy przy ul. Krupniczej 8[26].

Inne
- W Gdańsku, na Placyku Rekreacyjnym im. Jacka Malczewskiego u zbiegu ulic Malczewskiego i Kościelnej w 2014 roku odsłonięto pomnik-popiersie malarza, odlany z brązu, na postumencie z jasnego granitu. Autorem projektu jest Tomasz Radziewicz[44].
- W centrum wsi Wielgie w gminie Ciepielów znajduje się skwerek poświęcony twórczości Jacka Malczewskiego. Jest na nim pomnik-popiersie artysty z tablicą informującą o życiu i twórczości malarza, w tle galeria reprodukcji obrazów malarza[45].
- W 2003 r. Narodowy Bank Polski wydał upamiętniającą Jacka Malczewskiego srebrną monetę kolekcjonerską o nominale 20 złotych oraz towarzyszącą jej monetę okolicznościową ze stopu nordic gold o nominale 2 złotych. Obie monety są częścią serii „Polscy Malarze XIX/XX wieku”[46].
- Ulice Jacka Malczewskiego znajdują się m.in. w Bielsku-Białej[47], Częstochowie[48], Katowicach[49], Kłodzku, Krakowie[26], Łodzi[50], Poznaniu[51], Radomiu, Radzyniu Podlaskim[52], Sopocie, Szczecinie, Tarnowie[53], Wałbrzychu[54], Wrocławiu[55].

## Wywód genealogiczny
| 4. Stanisław Malczewski (1798–1848) |  |                                        |  |  |                                 |
|                                     |  | 2. Julian Malczewski (1820–1883)       |  |  |                                 |
| 5. Maria Julia Żurowska (zm. 1835)  |  |                                        |  |  |                                 |
|                                     |  |                                        |  |  | 1. Jacek Malczewski (1854–1929) |
| 6. Aleksander Korwin-Szymanowski    |  |                                        |  |  |                                 |
|                                     |  | 3. Maria Korwin-Szymanowska (zm. 1898) |  |  |                                 |
| 7. Bronisława                       |  |                                        |  |  |                                 |
|                                     |  |                                        |  |  |                                 |

## Twórczość
Jacek Malczewski stworzył liczne szkice i rysunki oraz około 2000 obrazów, z których zachowało się 1200. Znaczna kolekcja dzieł malarza (68 obrazów i szkiców oraz 18 rysunków i akwarel), obejmująca wszystkie okresy jego twórczości, znajduje się w Galerii Sztuki we Lwowie.

### Obrazy
Dariusz Markowski określał Malczewskiego „najwybitniejszym przedstawicielem polskiego symbolizmu”. Obrazy Malczewskiego uwypuklają urodę rodzimego krajobrazu, szczególnie folkloru. Jego twórczość jest utrzymana w poetyce symbolizmu, zabarwionej tematyką patriotyczną. Malczewski uprawiał jednak także poetykę realistyczną, szczególnie w obrazach o zesłaniu Polaków na Syberię. Nawiązywał w swych kompozycjach do literatury (Śmierć Ellenai) i tematyki biblijnej (Chrystus przed Piłatem). Był też realizatorem licznych portretów, pejzażystą, twórcą autoportretów. Styl Malczewskiego mieści w sobie szereg kontrastów – „liryzmu brutalności, linearyzmu i malarskości, wyrafinowania i wulgarności”.
Twórczość Malczewskiego koncentrowała się wokół kilku serii tematycznych, razem współistniejących i wzajemnie ze sobą splatanych. Artysta powracał do tych samych motywów ujmując je od nowa, analizując odmienne aspekty tych samych treści. W latach 70., podczas pobytu artysty w Paryżu, powstała koncepcja obrazów o tematyczne patriotyczno-martyrologicznej, inspirowana poematem Anhelli Juliusza Słowackiego. Mistycyzm i mesjanizm pojawiający się w poemacie Słowackiego, można odnaleźć bezpośrednio w Śmierci Ellenai. Motyw powróci w przyszłości w odmiennym układzie kompozycyjnym i ujęciu w czterech seriach obrazów powstałych w latach 1906–1908, o tym samym wspólnym tytule.
Istotną rolę w twórczości Malczewskiego odgrywał także pejzaż. W drugiej połowie XIX wieku, malarstwo pejzażowe w Polsce zaczęło się rozwijać, a tym samym dystansować historyzm wychodzący z twórczości Jana Matejki. Malczewski jako uczeń Matejki był jednym z pierwszych artystów, który ośmielił się na przeciwstawienie z własną wizją historii i docenieniem pejzażu, który pojawia się w jego malarstwie stosunkowo rzadko. Najczęściej pełni rolę tła dla scen figuralnych, potęguje nastrój miejsca lub stanowi o symboliczności sceny.
Jego postacie, zwłaszcza kobiece, są niczym wykute w marmurze posągi, a płaszczyzny ludzkiego ciała buduje z jasnym ujęciem konstrukcji. Według Stanisława Witkiewicza: „Jak nikt inny z polskich malarzy i jak w ogóle rzadko kto potrafi. To niesłychane opanowanie przedmiotu, ta ścisła proporcjonalność płaszczyzn, położonych szerokim pędzlem, bez wahań i poprawek, przypomina najświetniejszych mistrzów dawnej sztuki”.
Mieczysław Porębski pisał o twórczości Malczewskiego:

Świat jego wyobraźni to świat dynamicznie rozumianych zgniłotęczowych kolorów i pełnych witalności kształtów, świat szerokich, rozświetlonych słońcem, syntetycznie zobaczonych pejzaży i pojawiających się w tych pejzażach czy na ich tle, tuż przed widzem, przedziwnie wyposażonych i przystrojonych, realnych, fantastycznych i alegorycznych postaci.

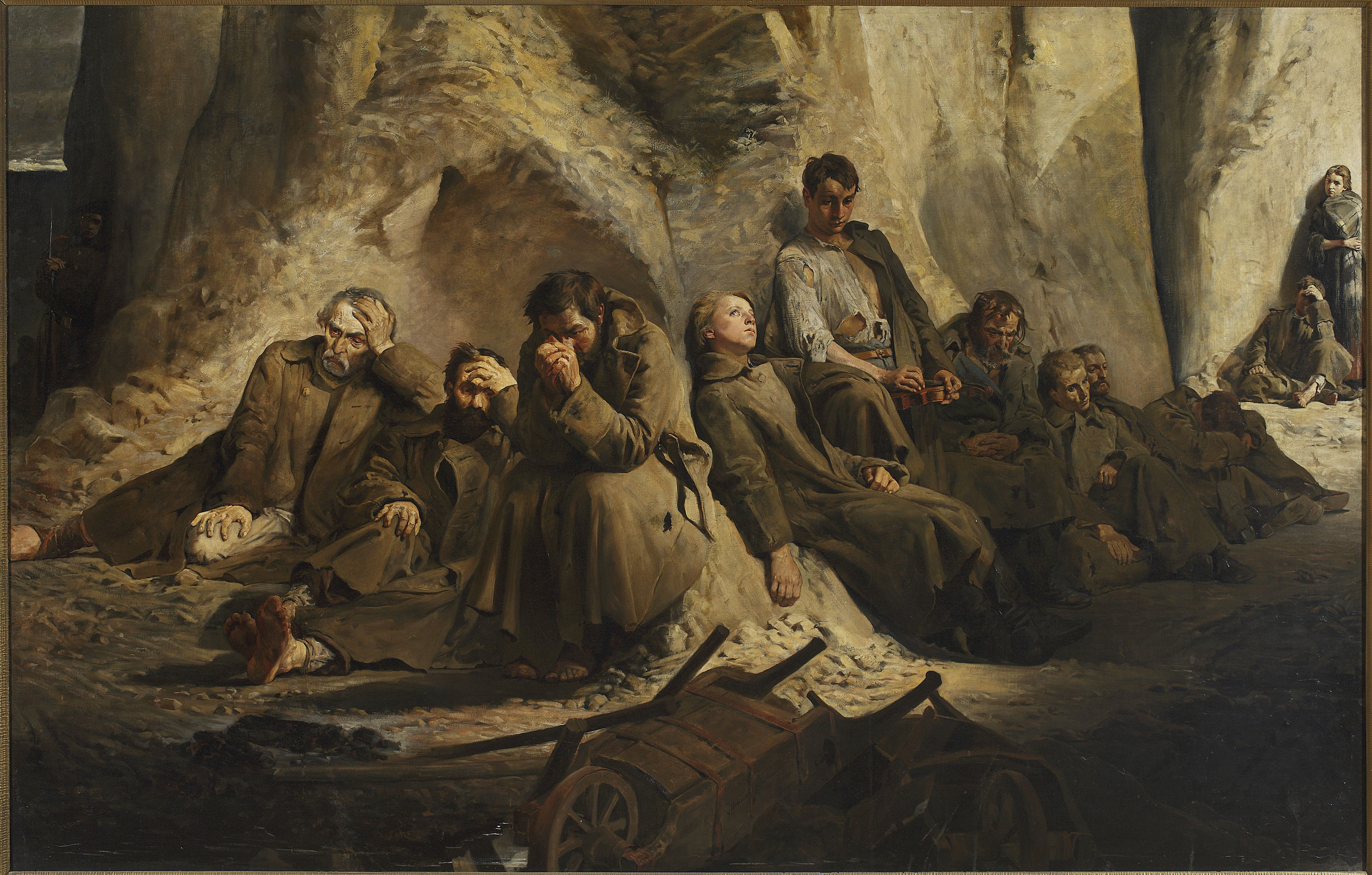
Niedziela w kopalni, 1882, Muzeum Narodowe w Warszawie
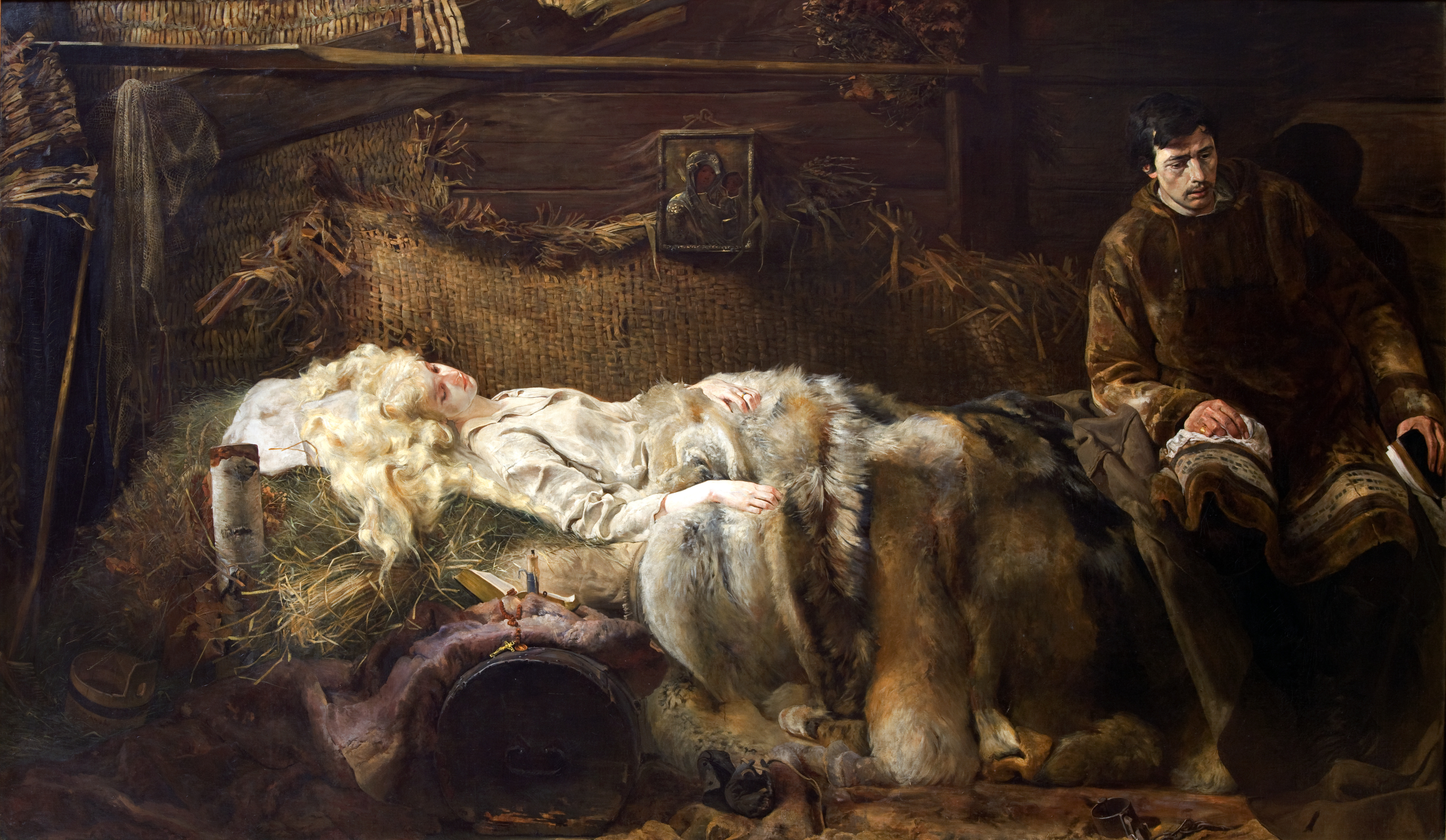
Śmierć Ellenai, 1883, Muzeum Narodowe w Krakowie
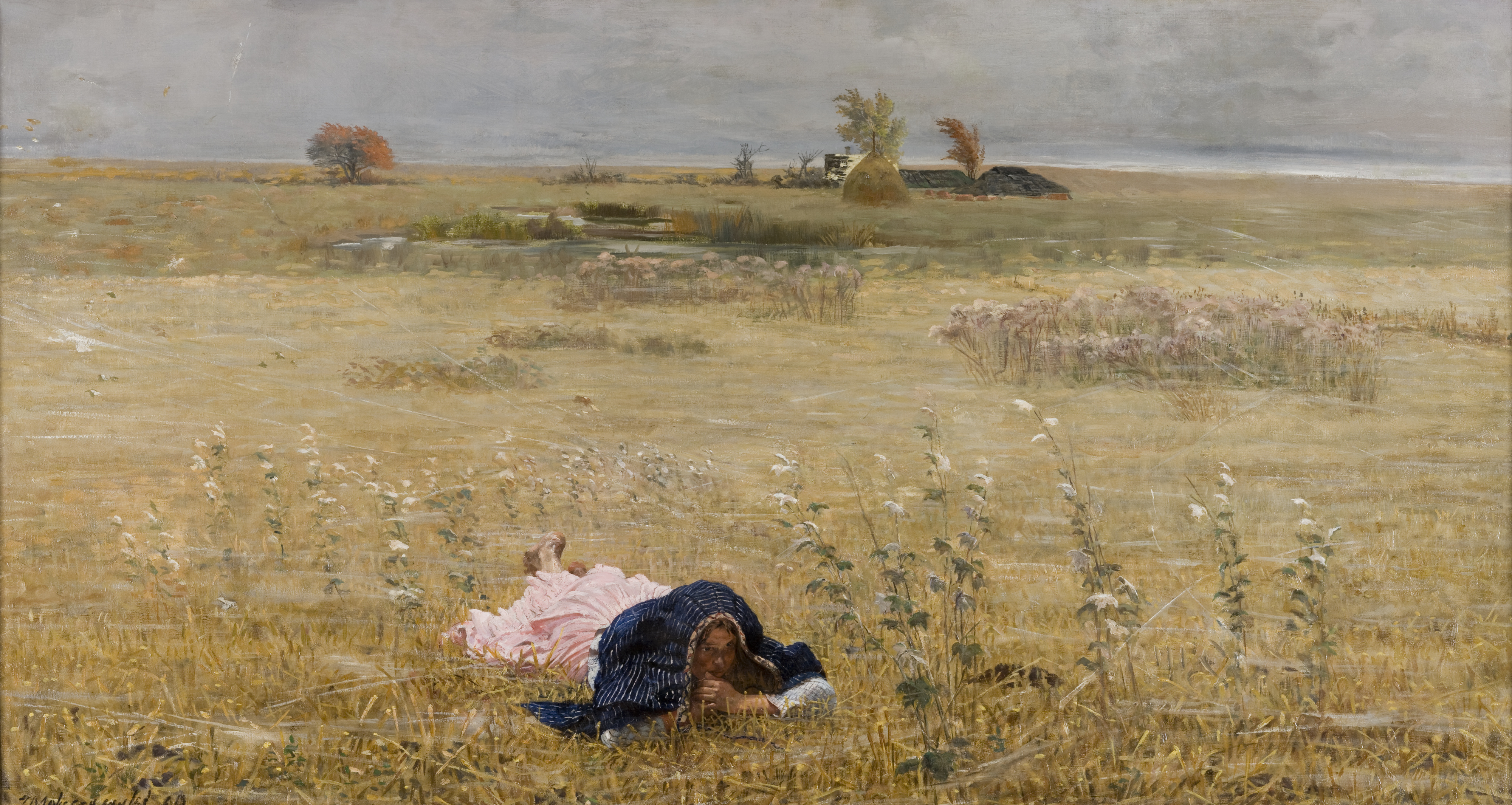
Jesienią, 1890, Muzeum Narodowe w Krakowie
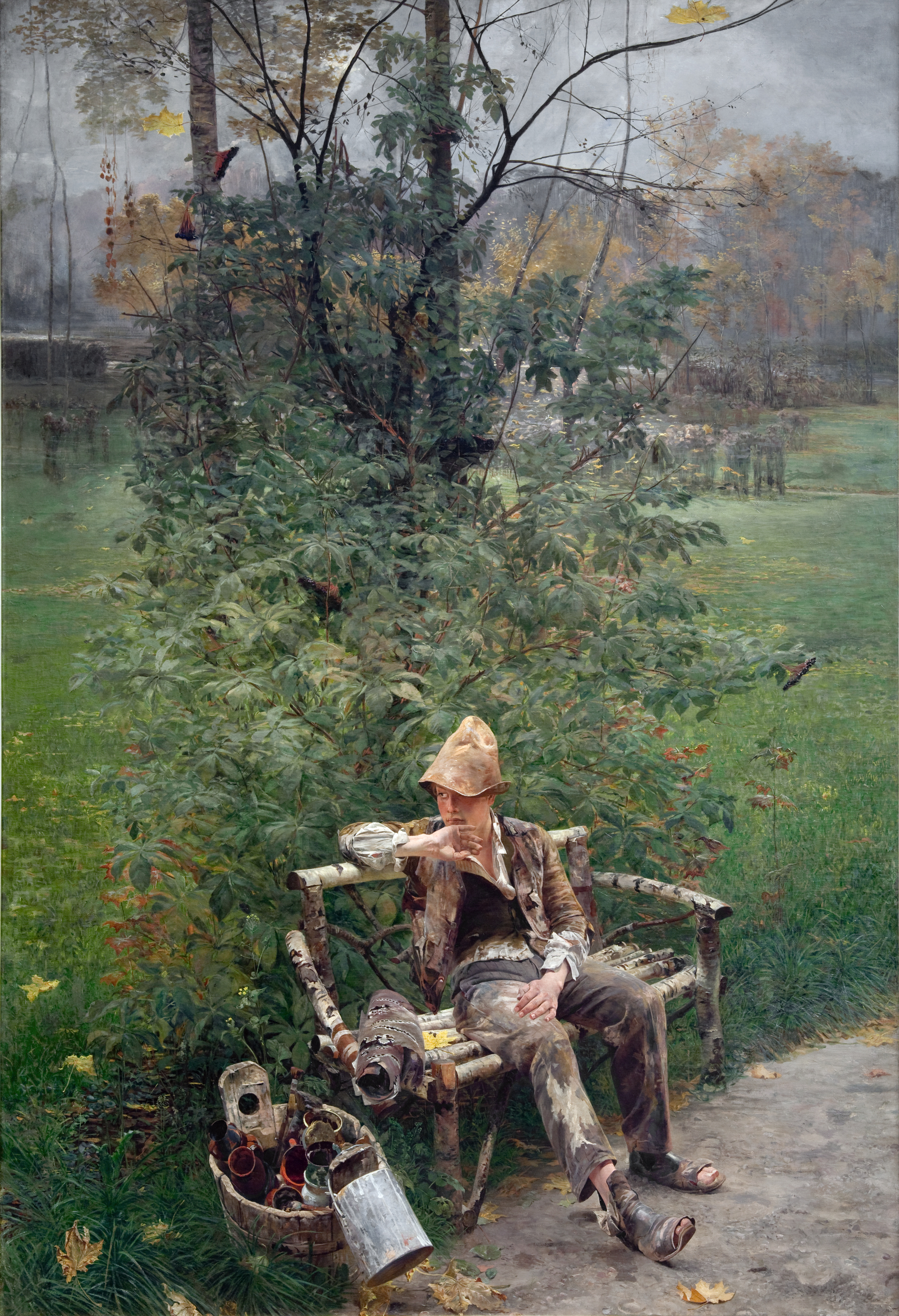
Malarczyk, 1890, Muzeum Narodowe w Krakowie
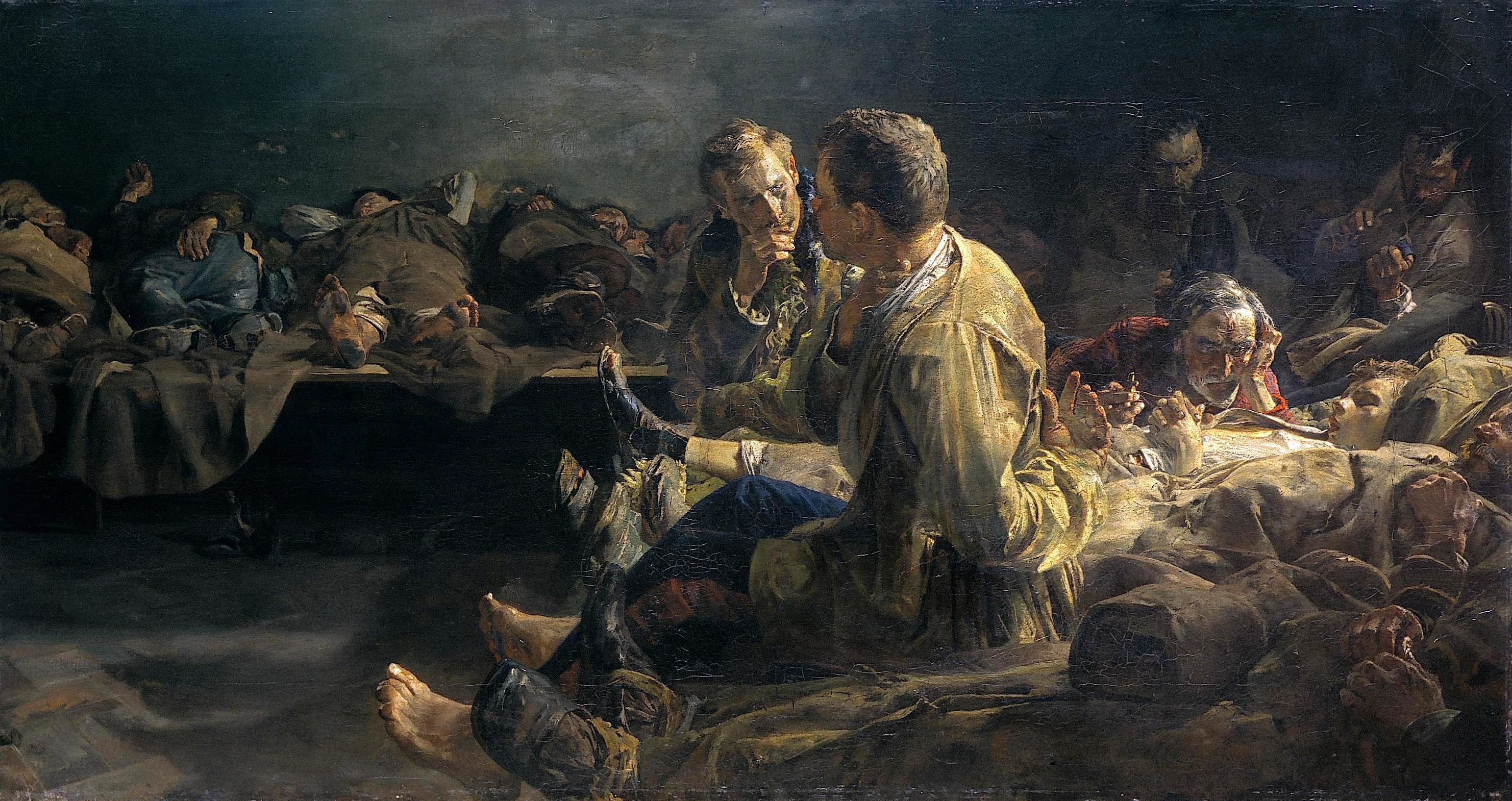
Śmierć na etapie, 1891
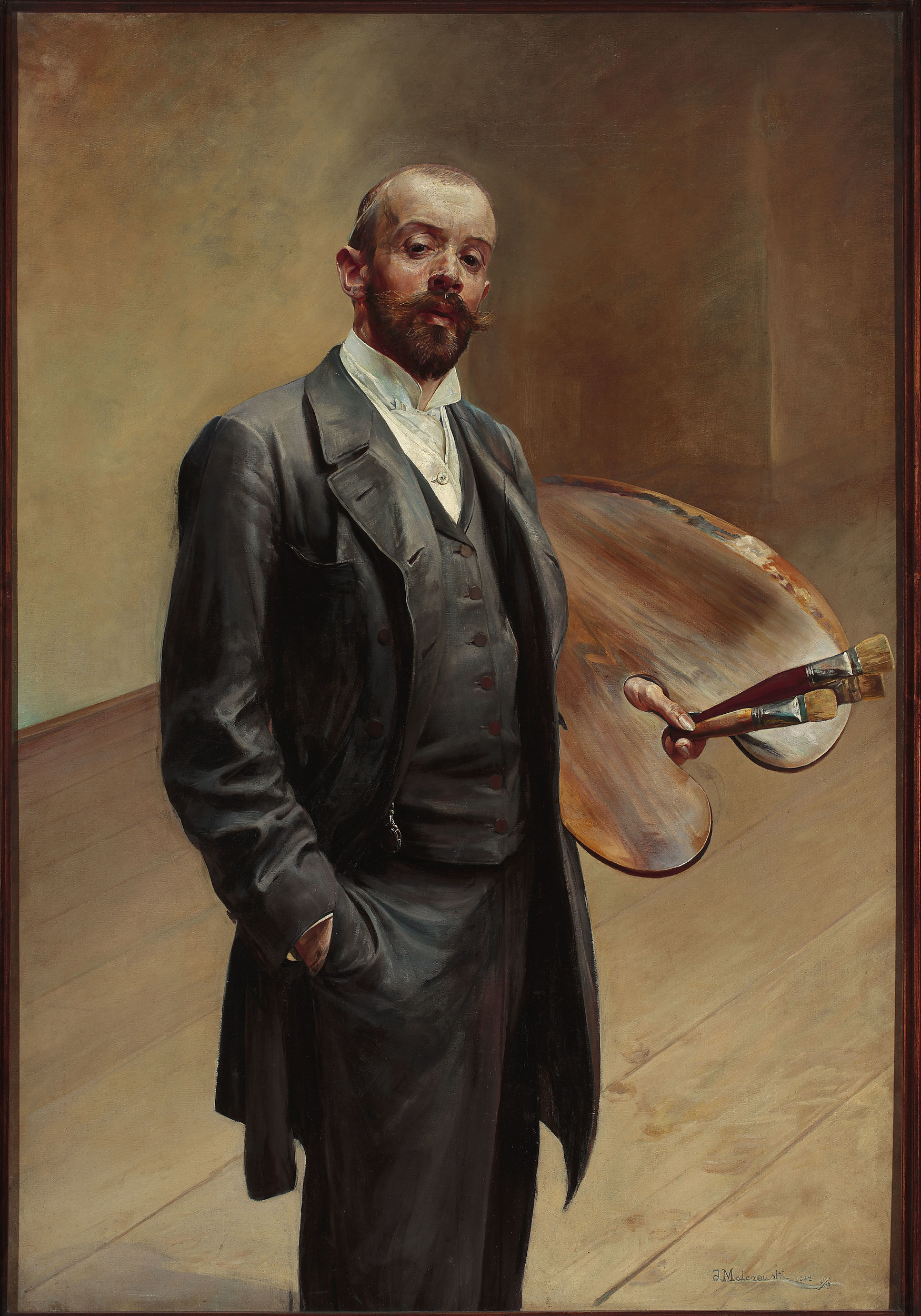
Autoportret z paletą, 1892, Muzeum Narodowe w Warszawie
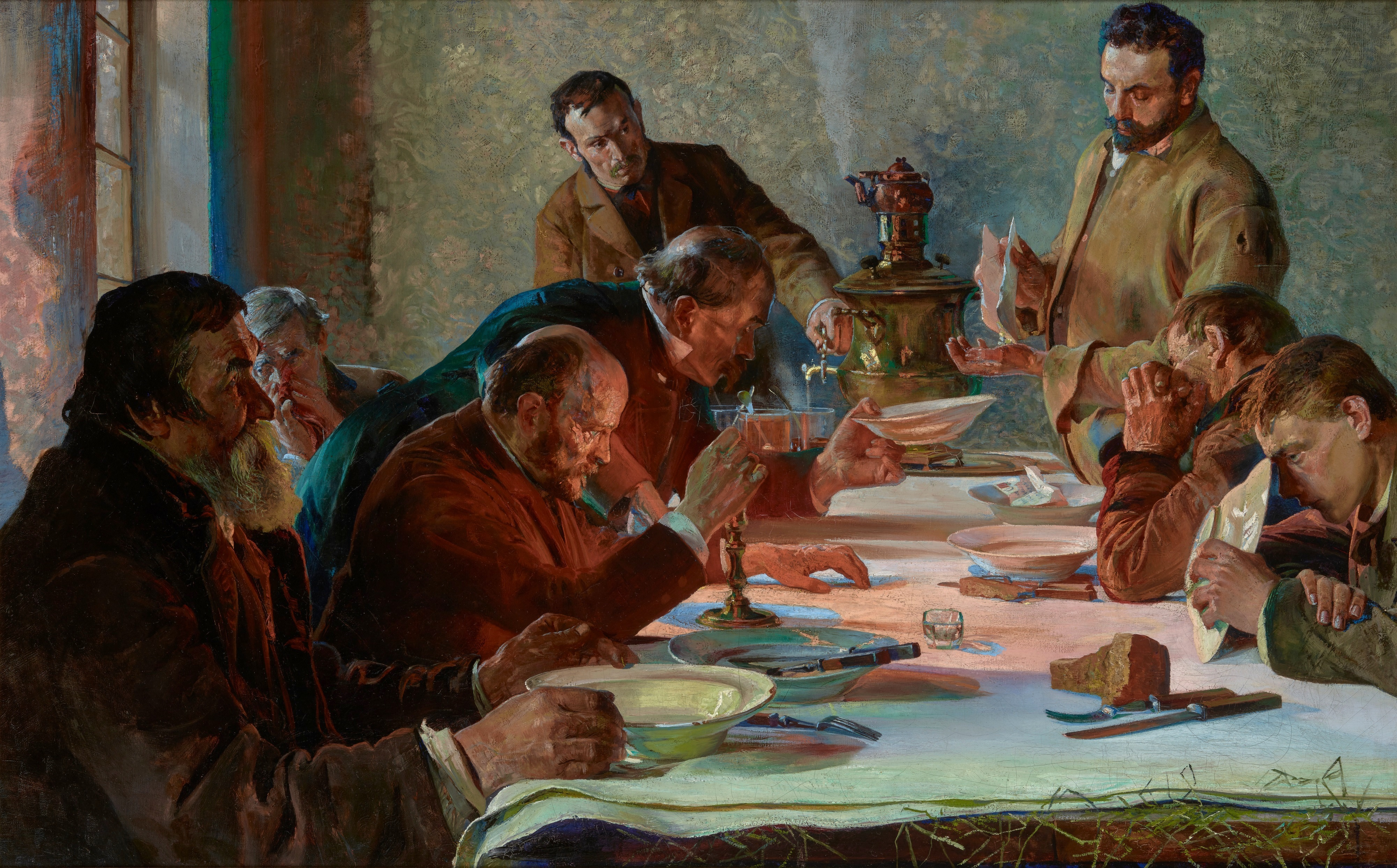
Wigilia na Syberii, 1892, Muzeum Narodowe w Krakowie
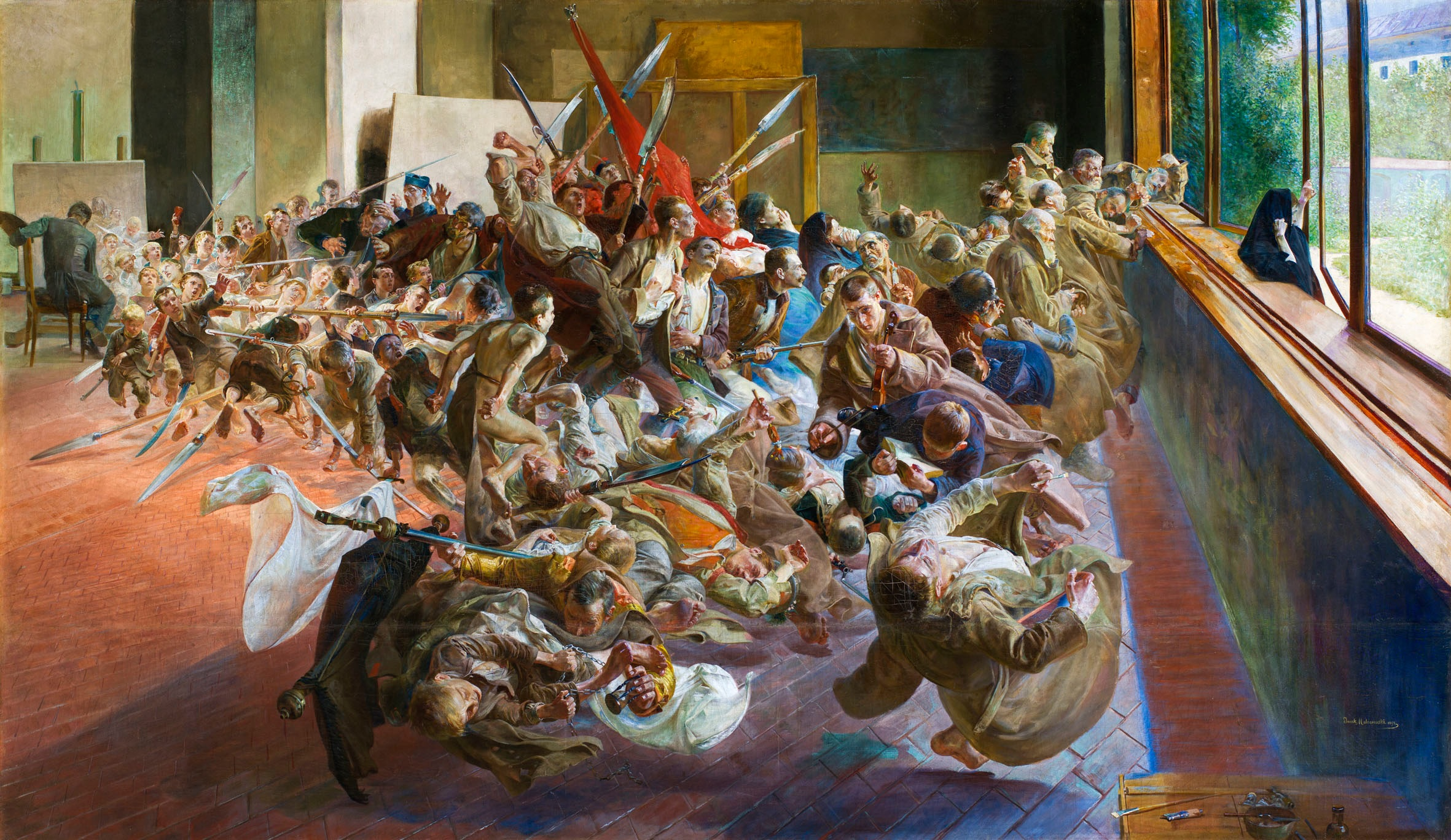
Melancholia, 1890–1894, Muzeum Narodowe w Poznaniu
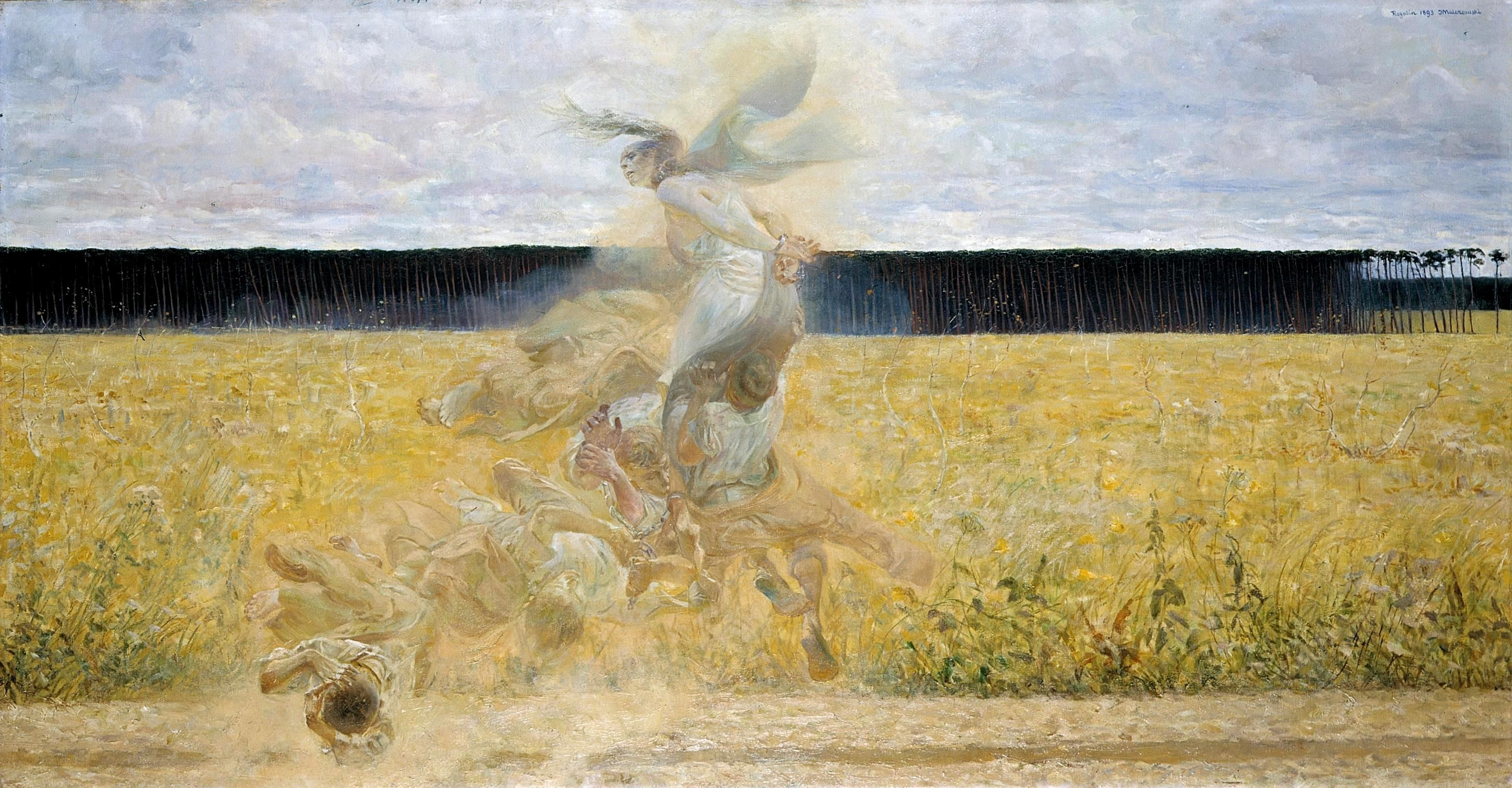
W tumanie, 1893, Muzeum Narodowe w Poznaniu
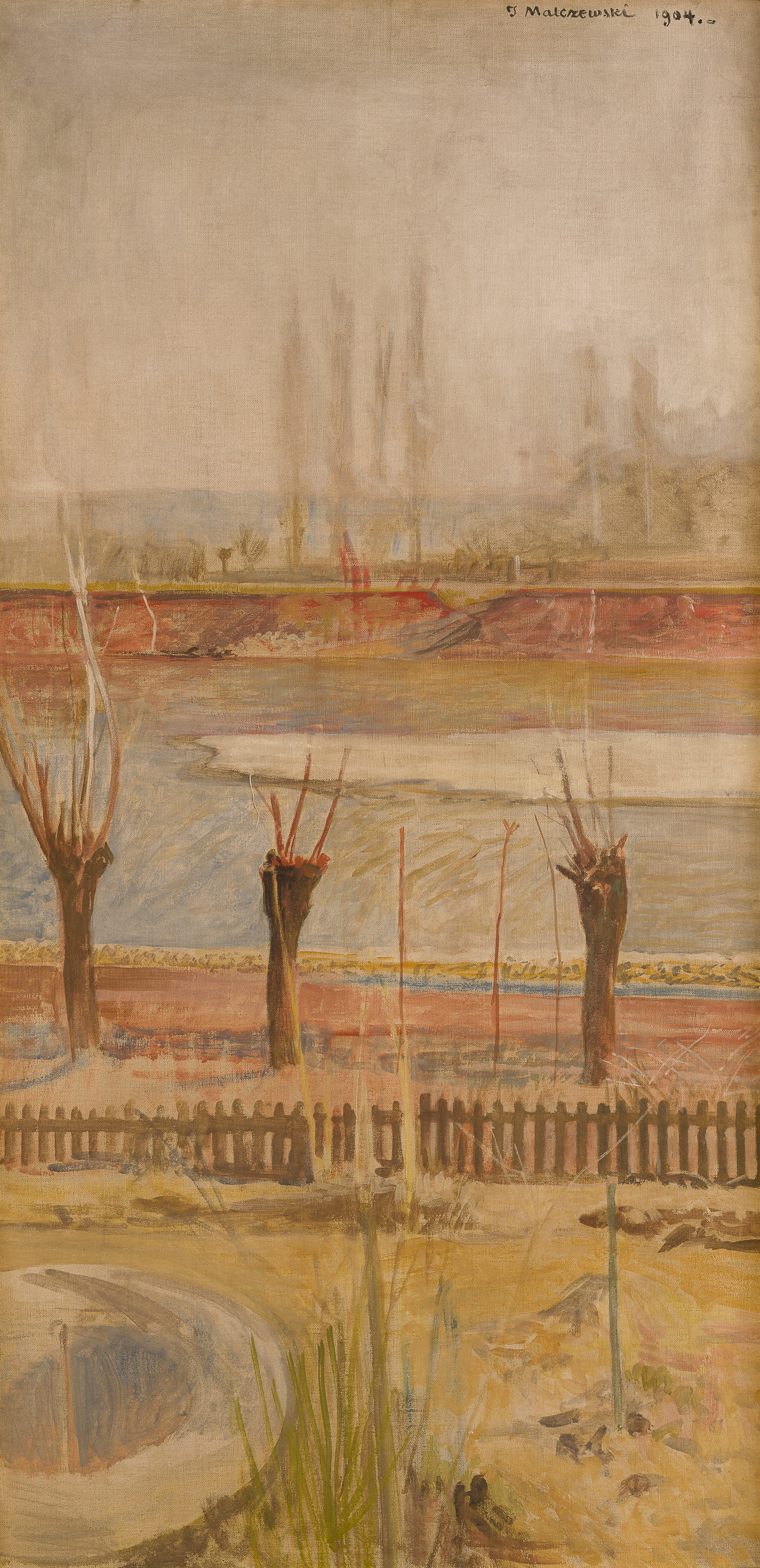
Krajobraz znad Wisły, 1894, Muzeum Narodowe w Krakowie
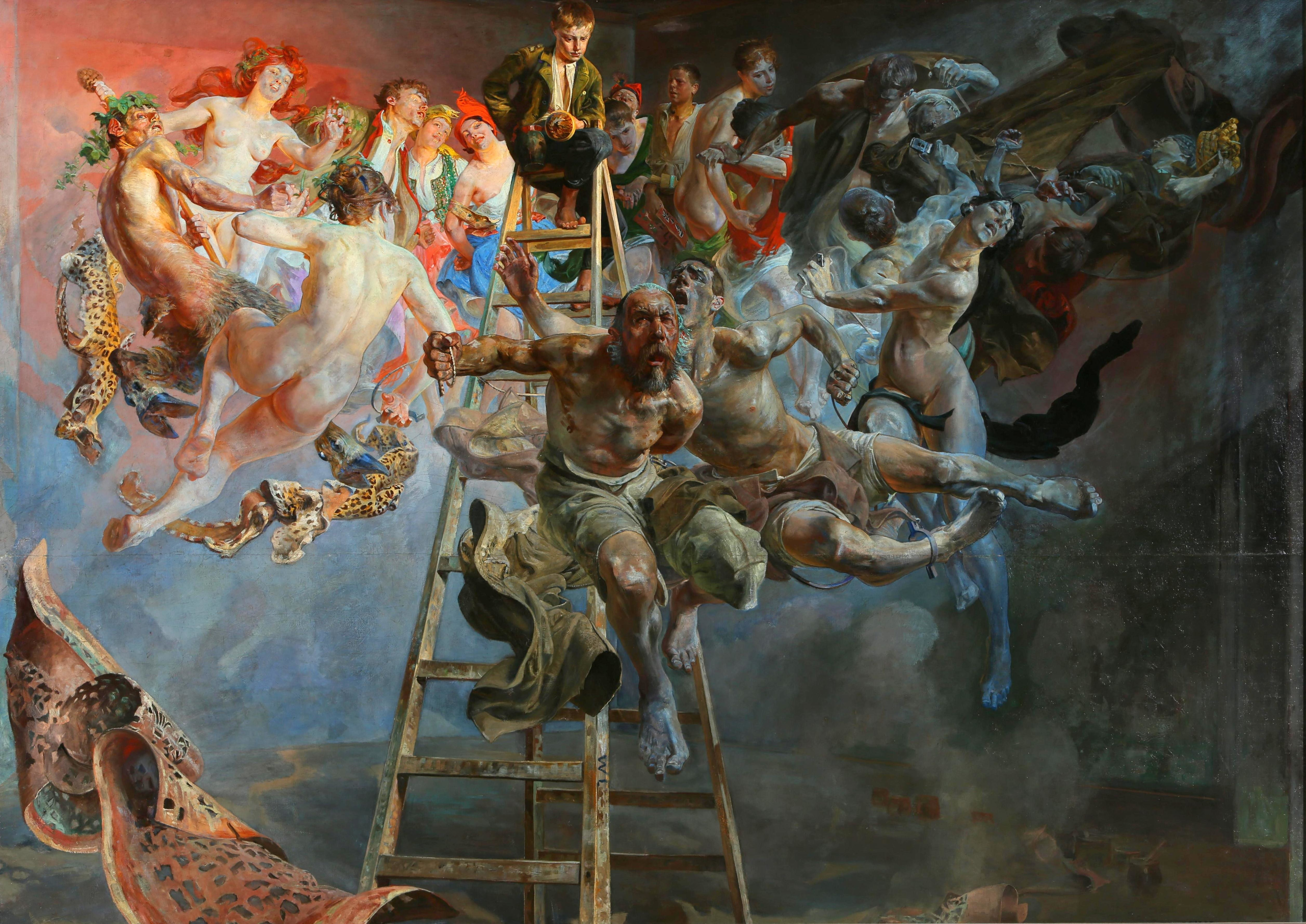
Błędne koło, 1895–1897, Muzeum Narodowe w Poznaniu
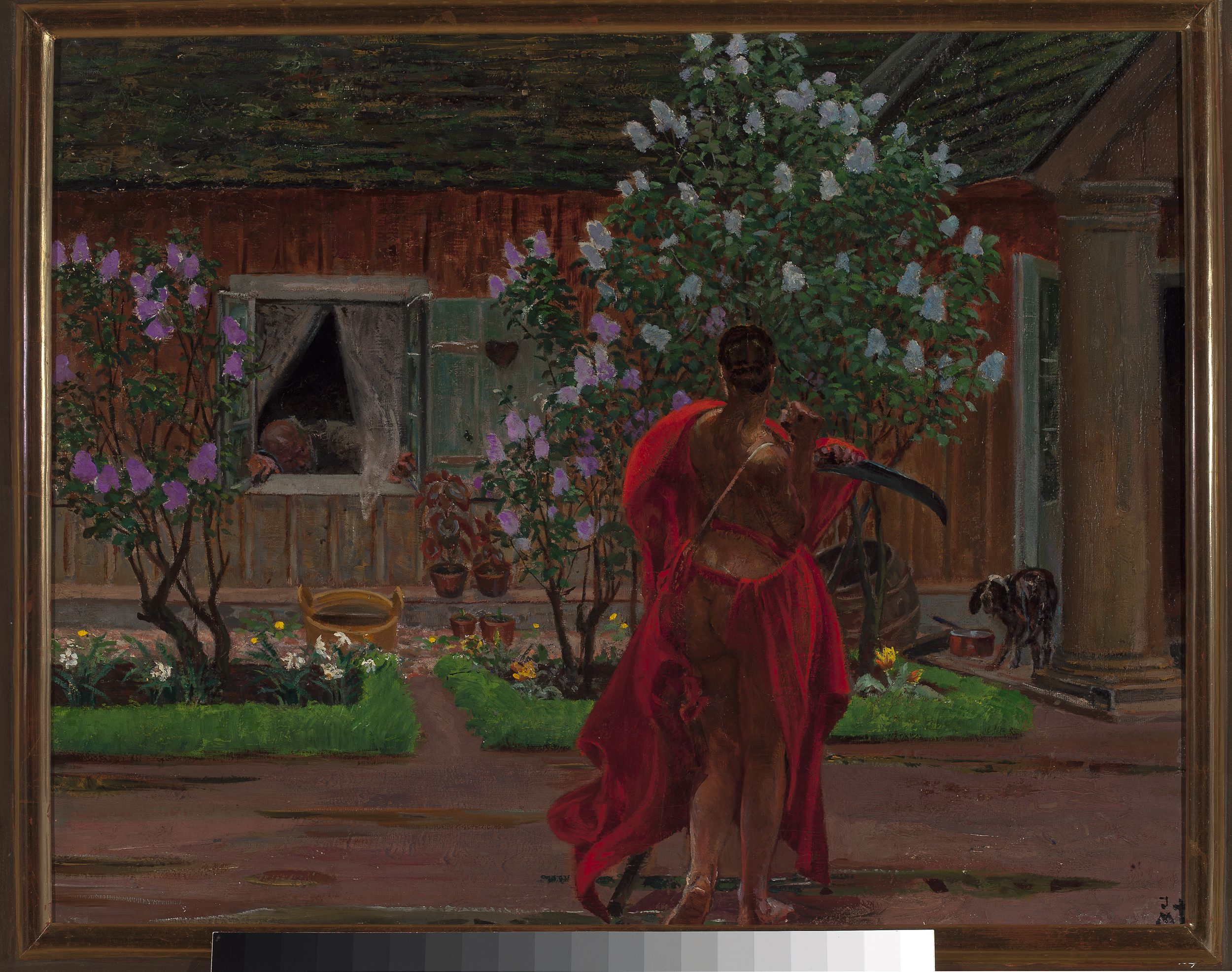
Thanatos, 1898, Muzeum Narodowe w Warszawie
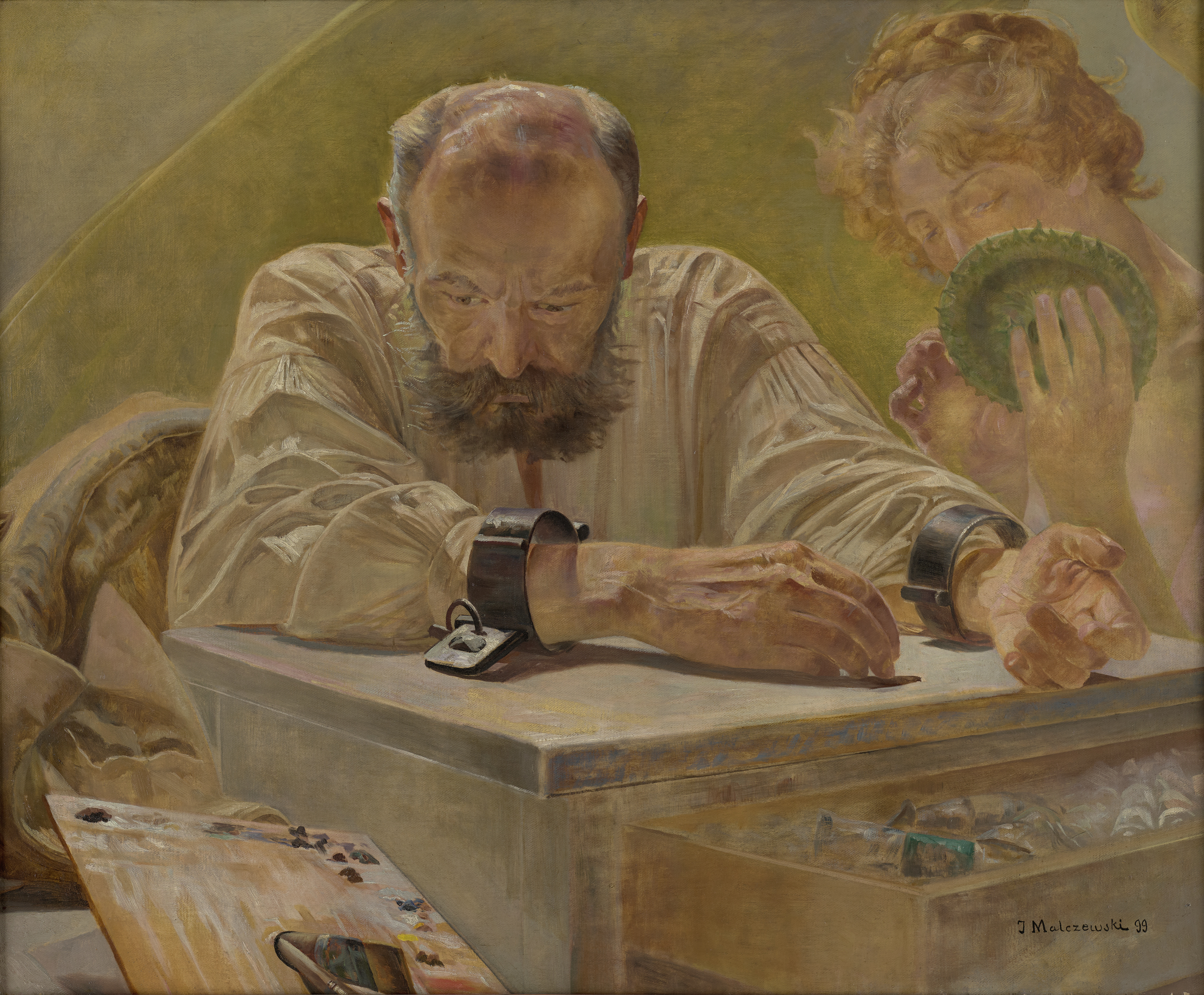
Wytchnienie, 1899, Muzeum Narodowe w Krakowie
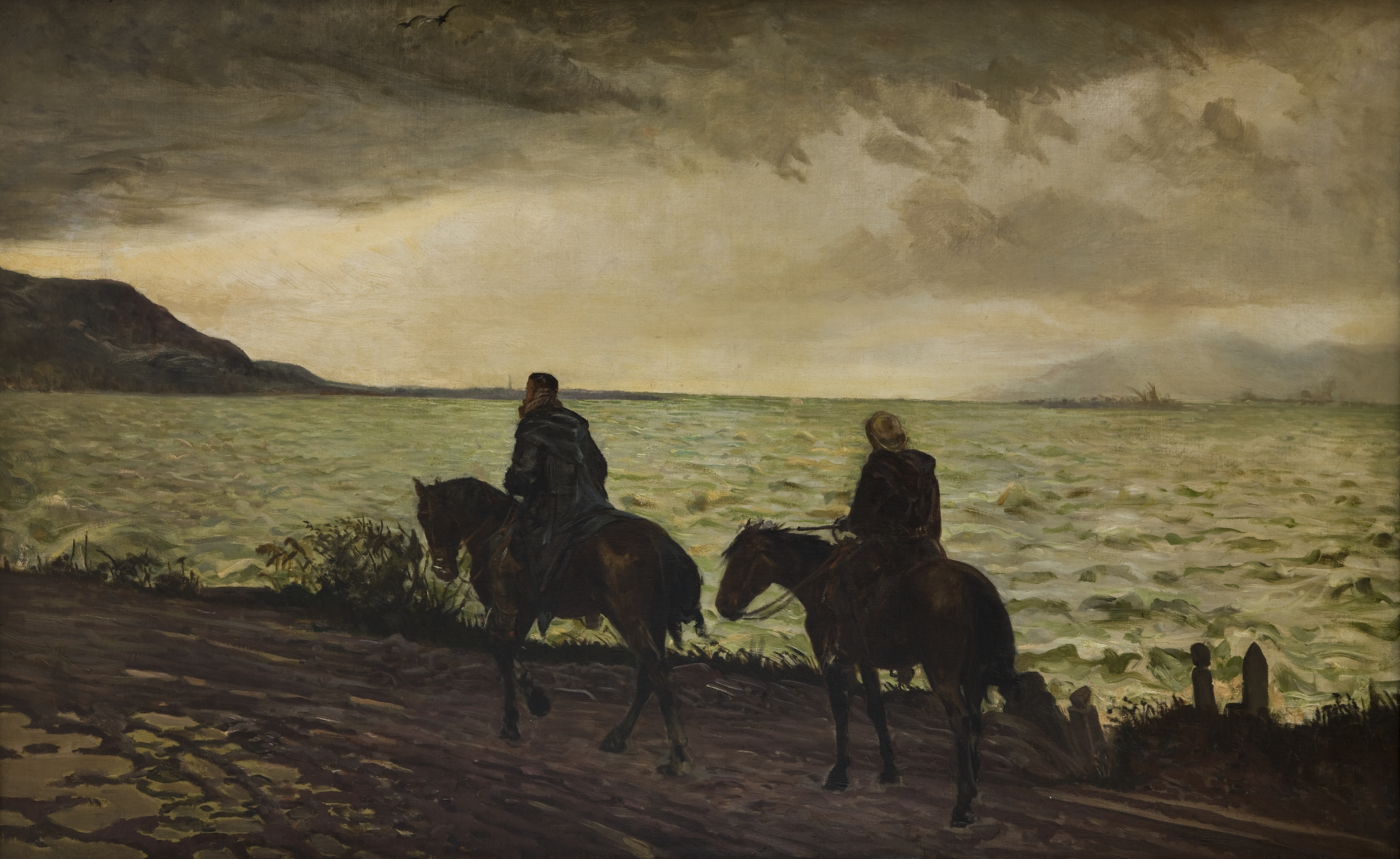
Don Kichot i Sancho Pansa, 1895–1900, Muzeum Narodowe w Krakowie
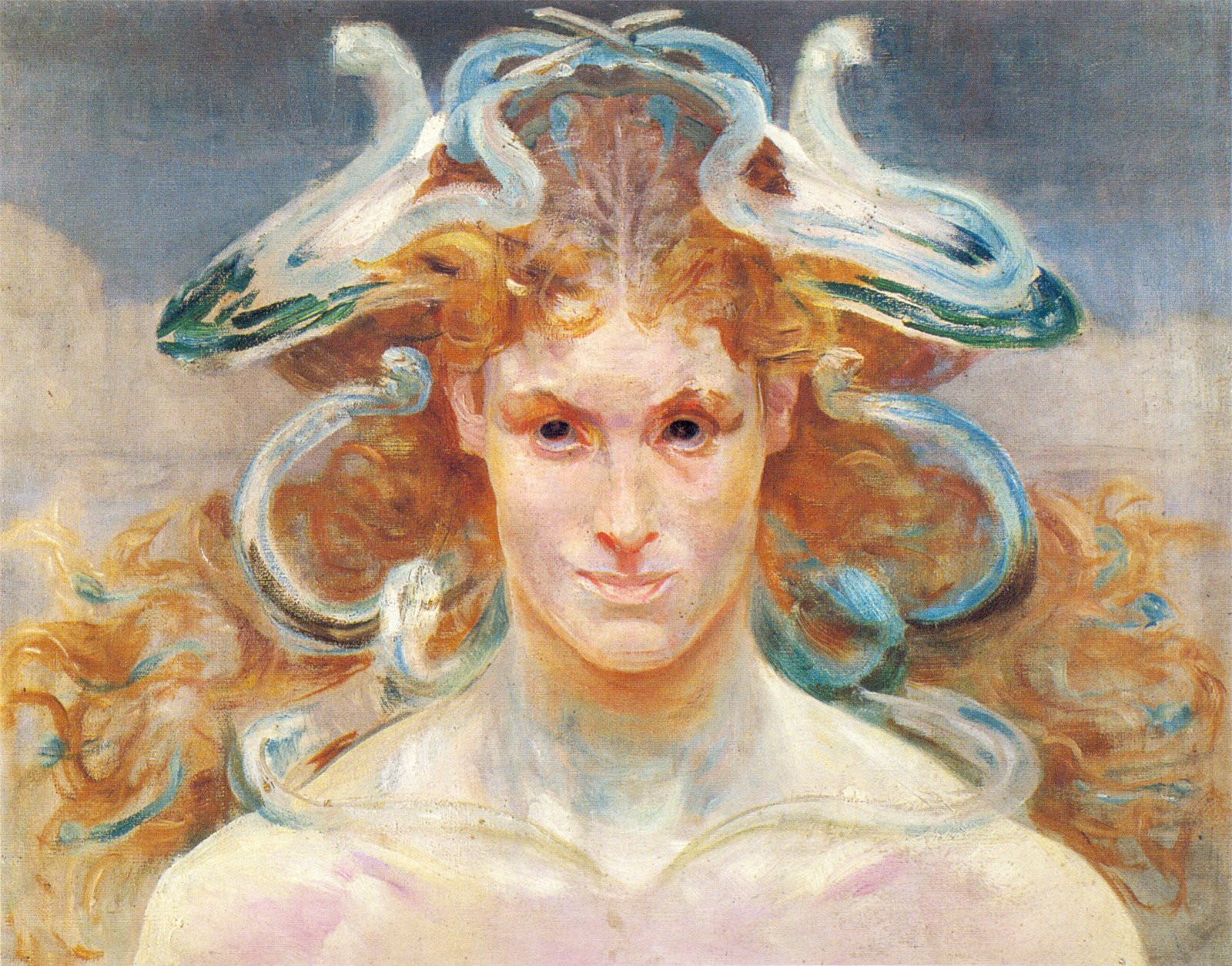
Meduza, 1900, Lwowska Galeria Sztuki
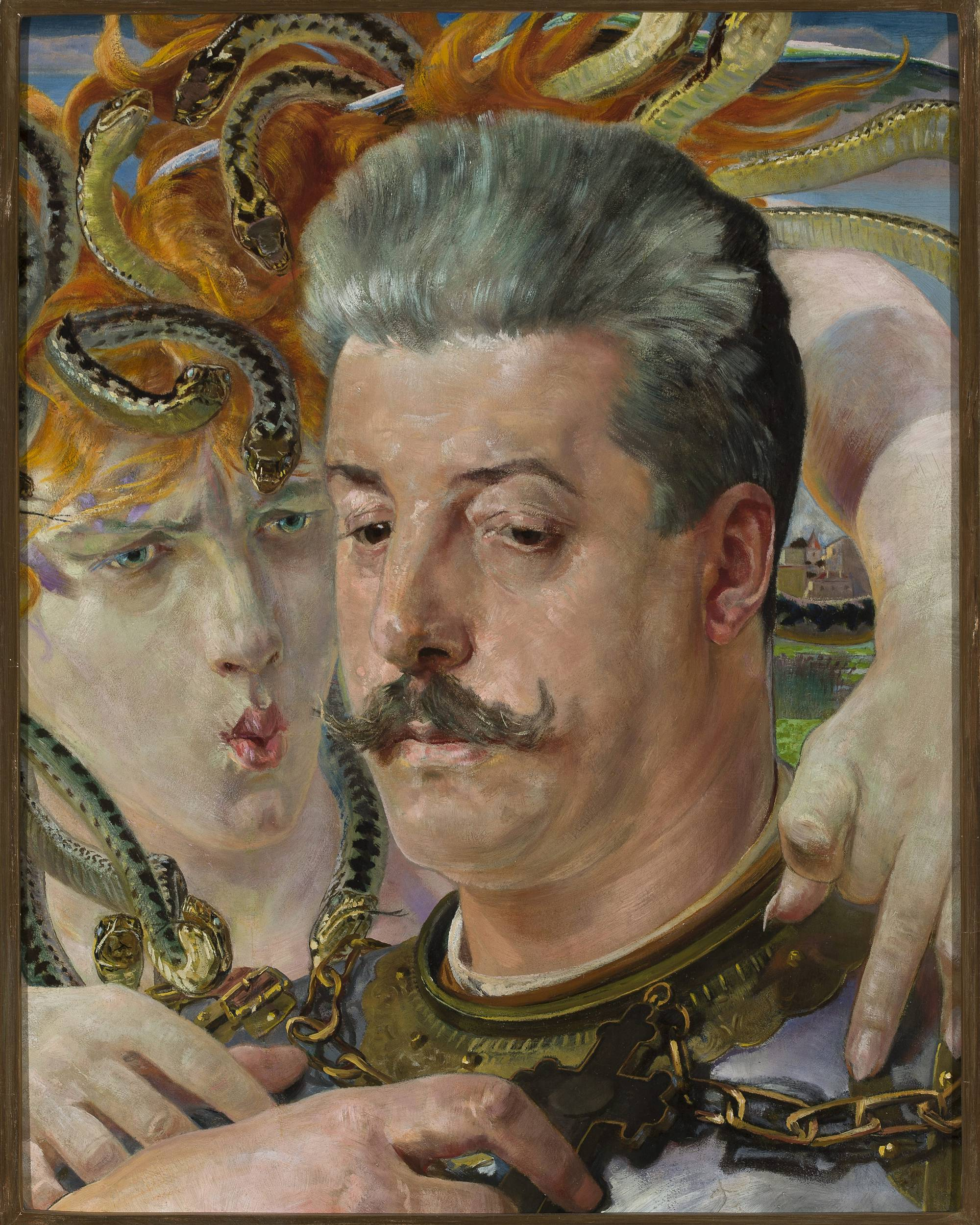
Portret Tadeusza Błotnickiego z meduzą, 1902, Muzeum Narodowe w Warszawie
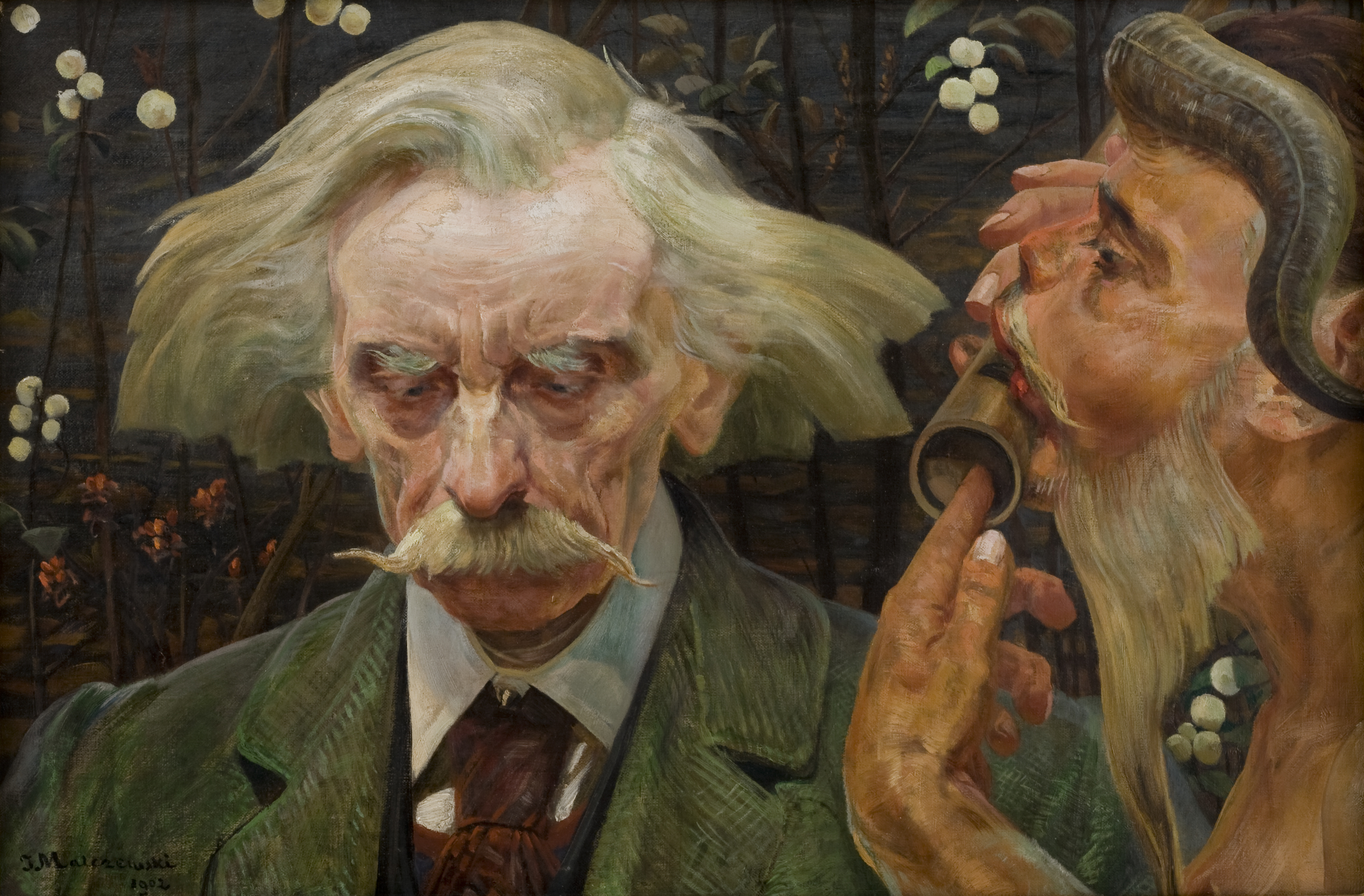
Nieznana nuta. Portret Stanisława Bryniarskiego, 1902, Muzeum Narodowe w Krakowie
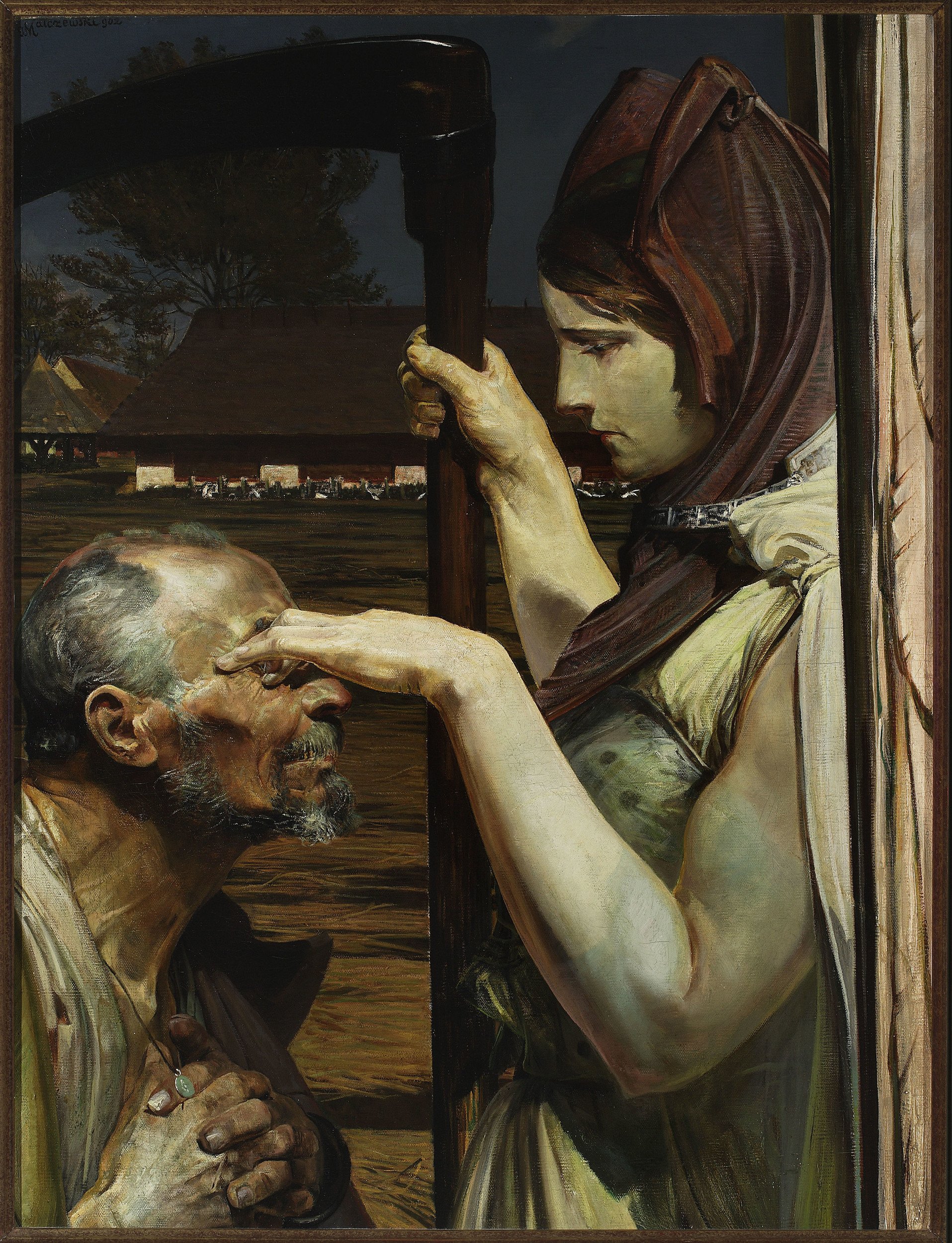
Śmierć, 1902, Muzeum Narodowe w Warszawie
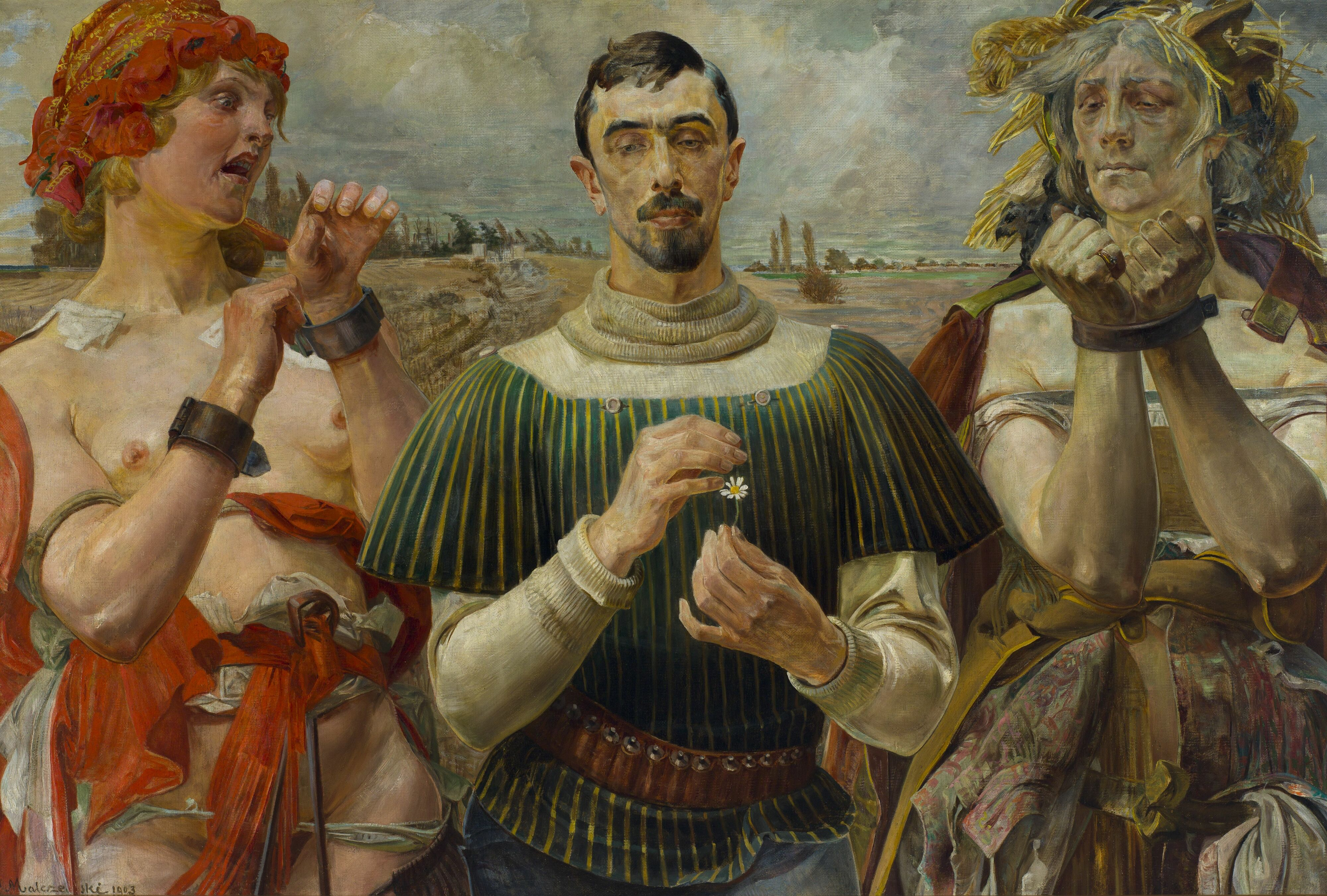
Hamlet polski. Portret Aleksandra Wielopolskiego, 1903, Muzeum Narodowe w Warszawie
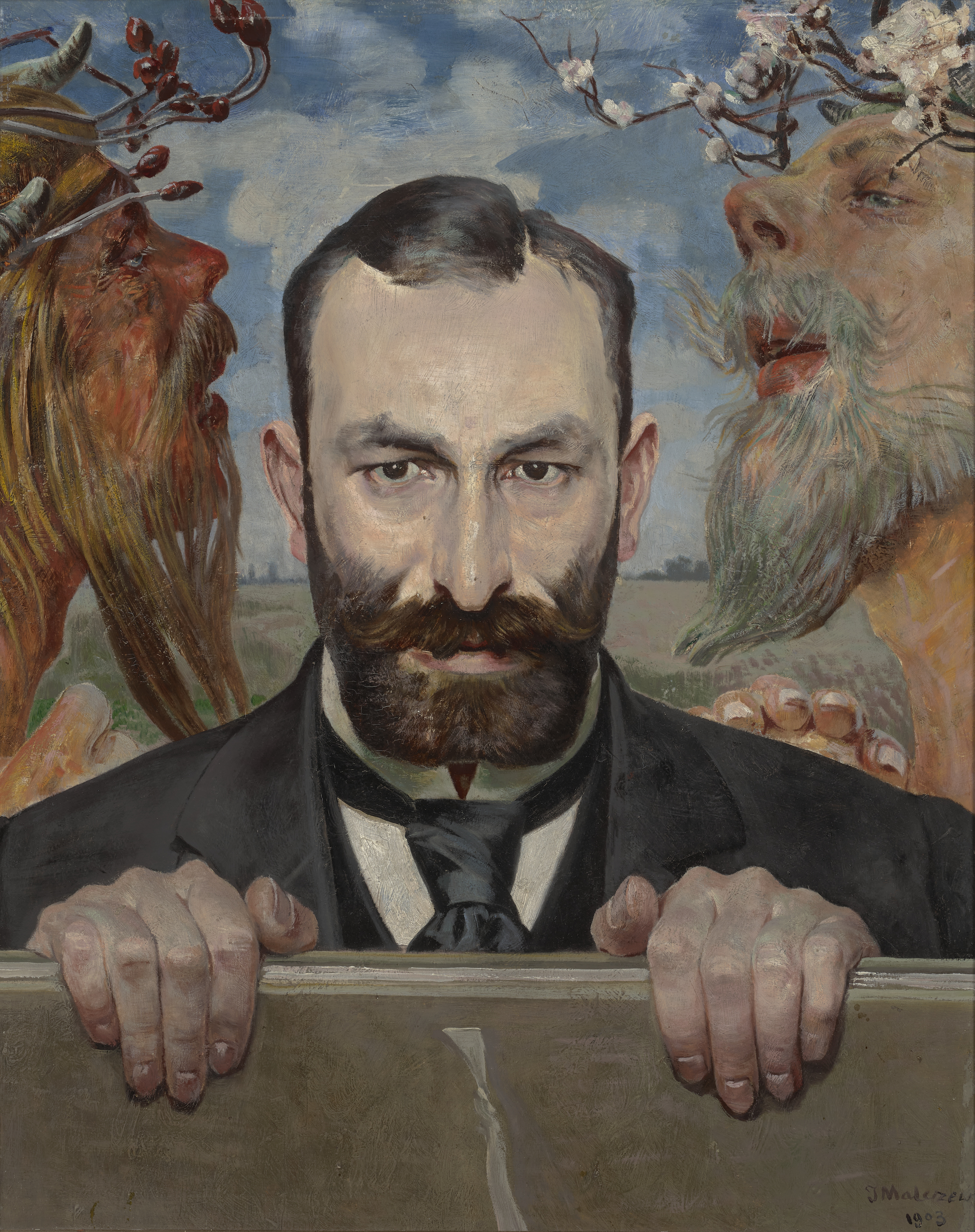
Portret Feliksa Jasieńskiego, 1903, Muzeum Narodowe w Krakowie
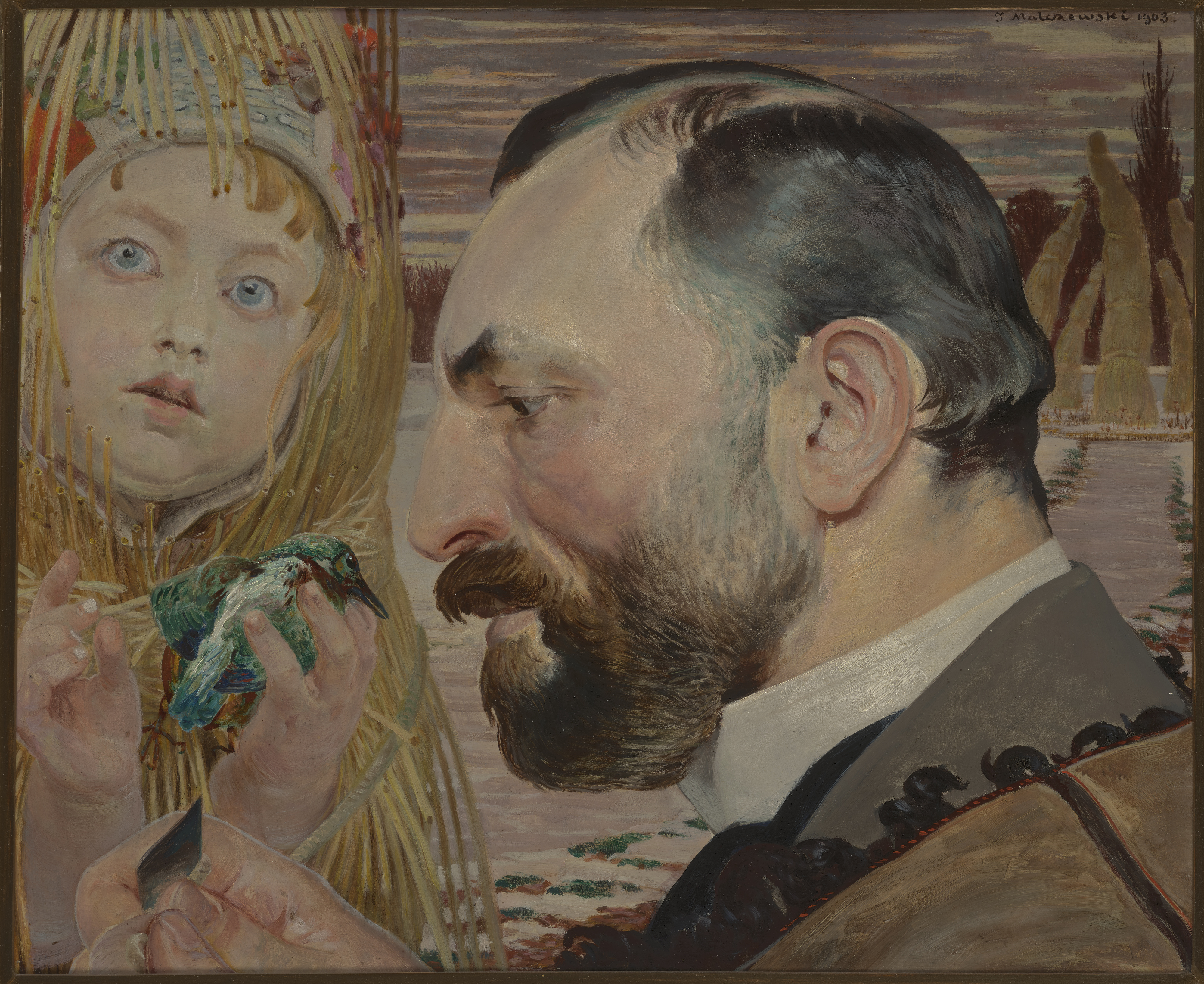
Portret Feliksa Jasieńskiego (II), 1903, Muzeum Narodowe w Krakowie
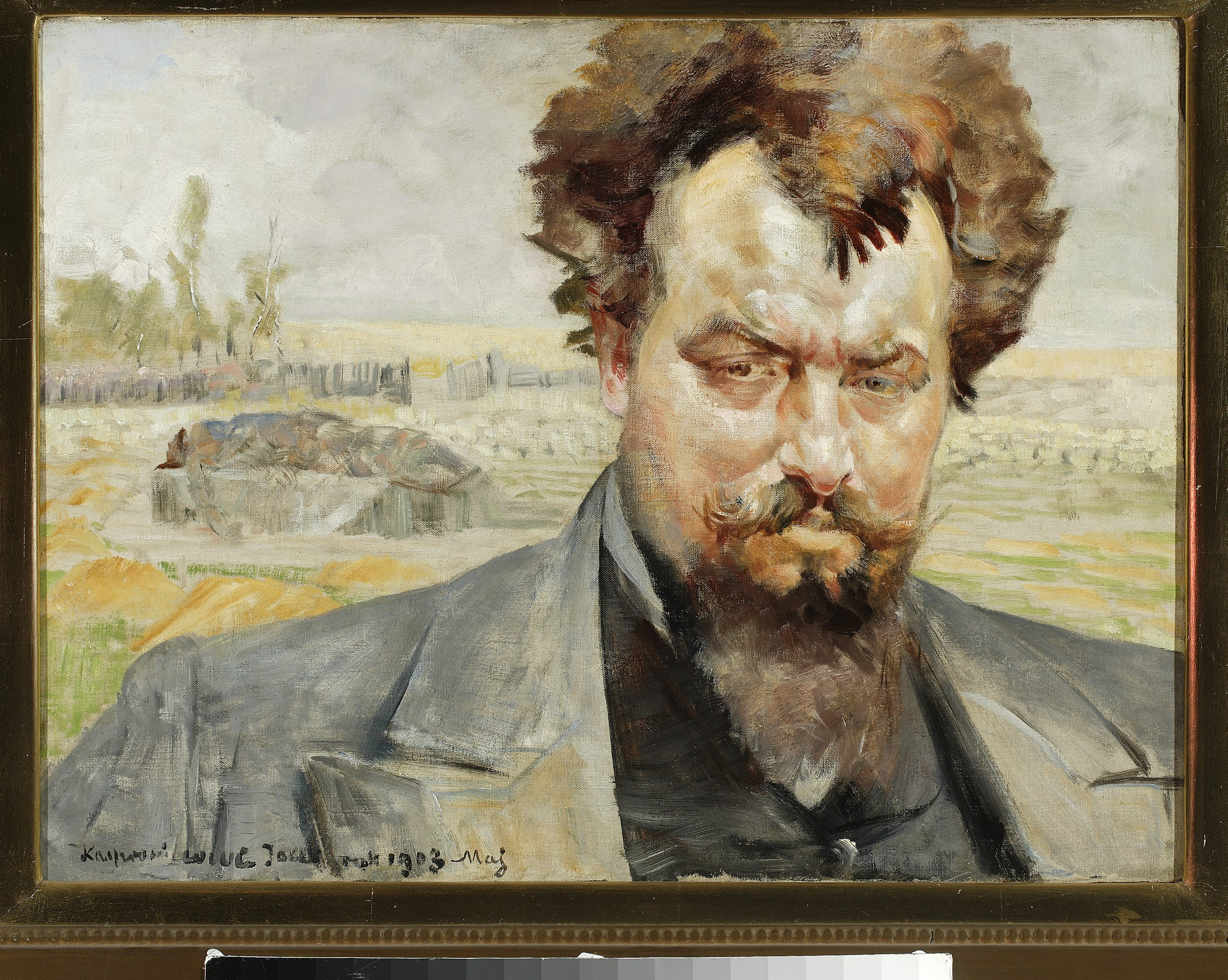
Portret Jana Kasprowicza, 1903, Muzeum Narodowe w Warszawie
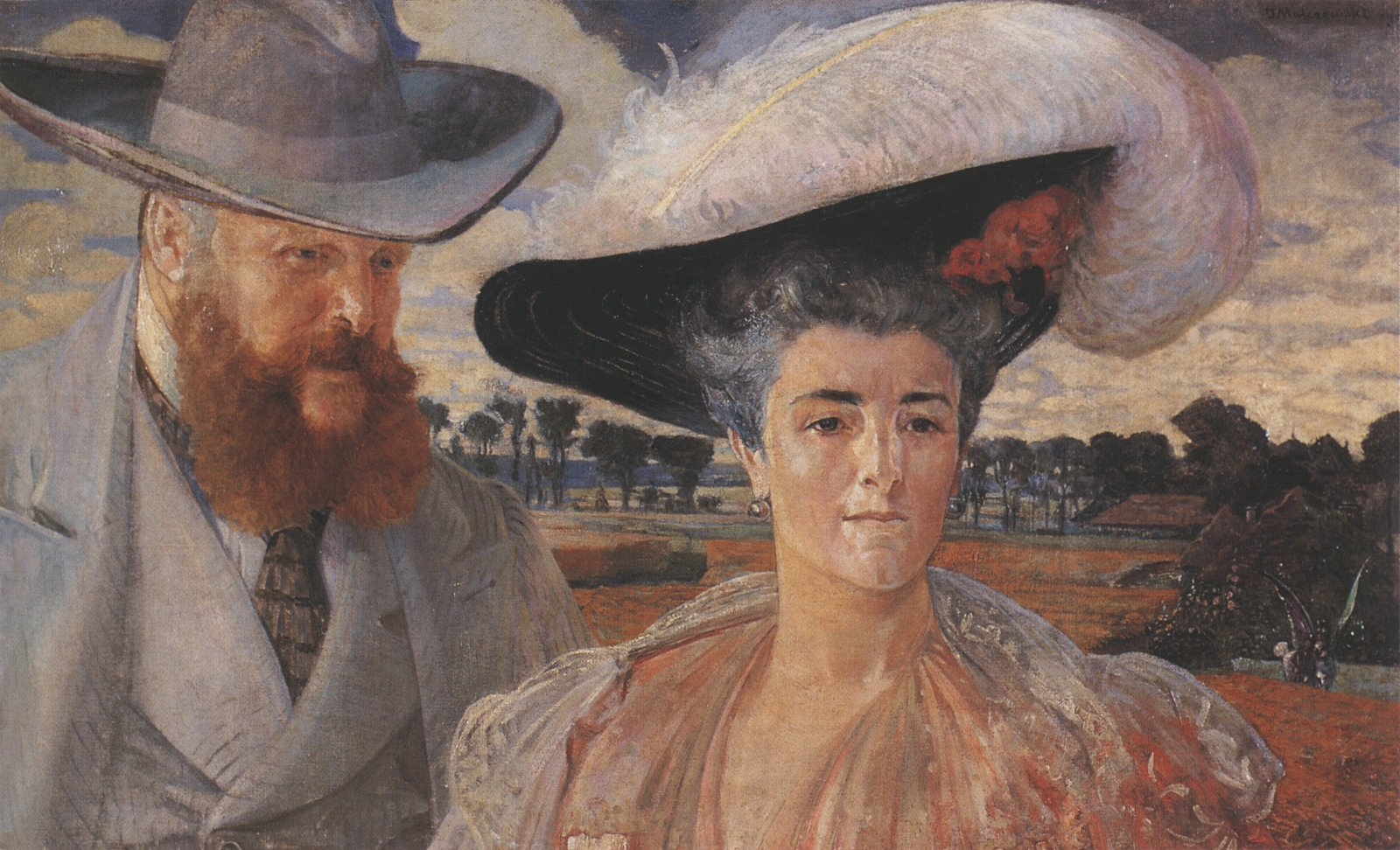
Portret Małgorzaty i Karola Lanckorońskich, 1905, Lwowska Galeria Sztuki
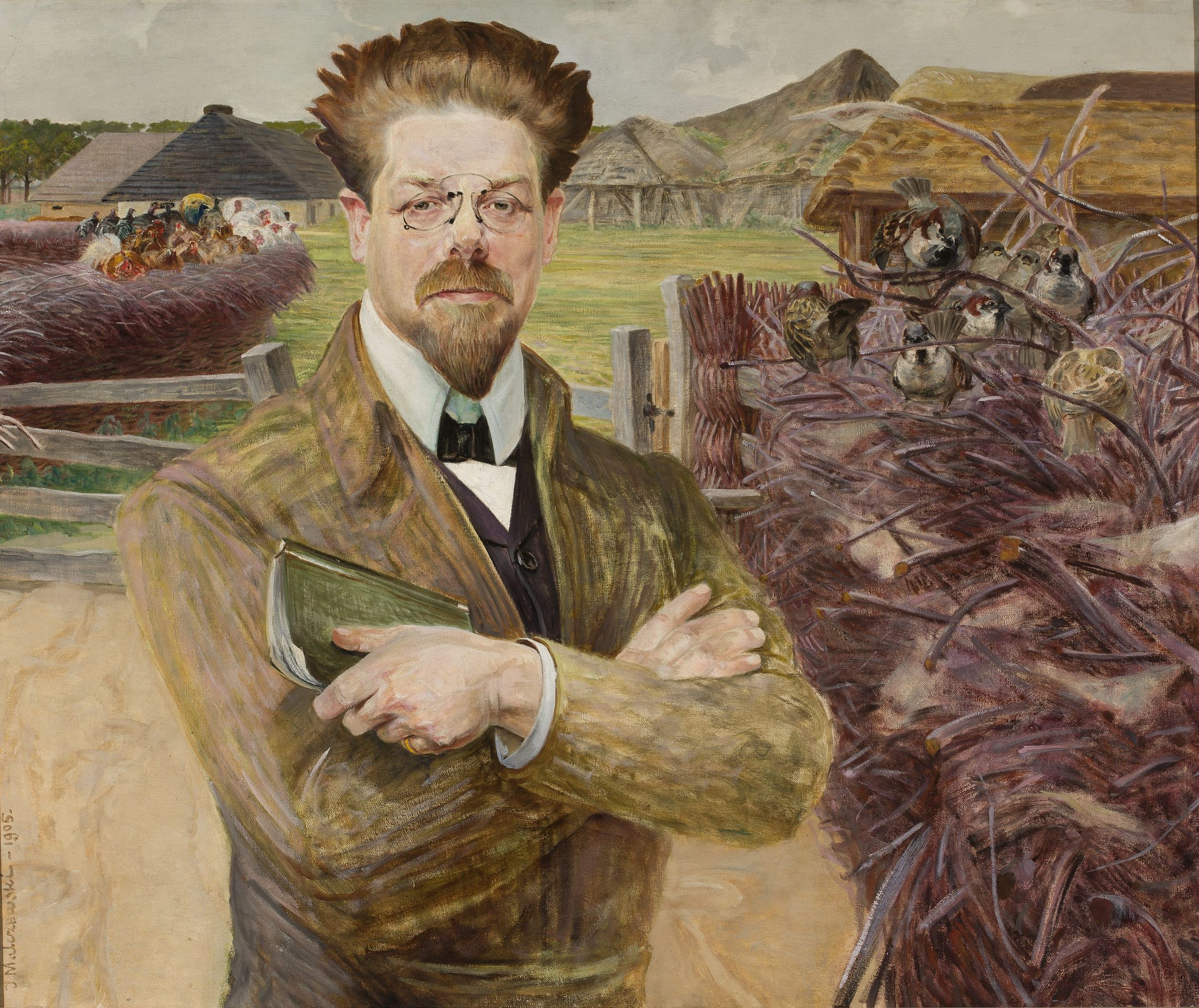
Portret Władysława Reymonta, 1905, Muzeum Narodowe w Warszawie
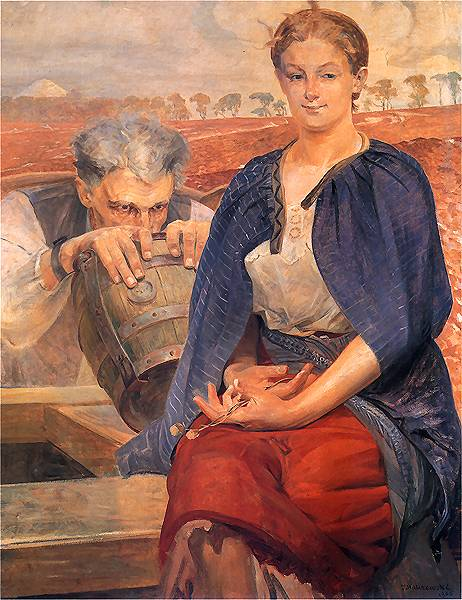
Zatruta studnia IV, 1906, Muzeum Narodowe w Poznaniu
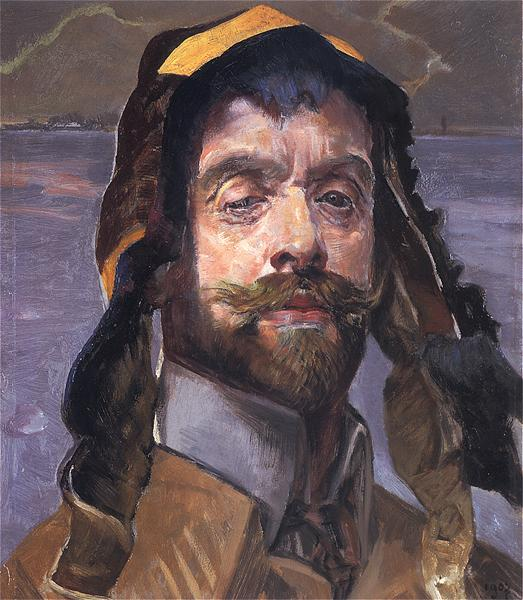
Autoportret w jakuckiej czapce, 1907, Muzeum Narodowe w Poznaniu
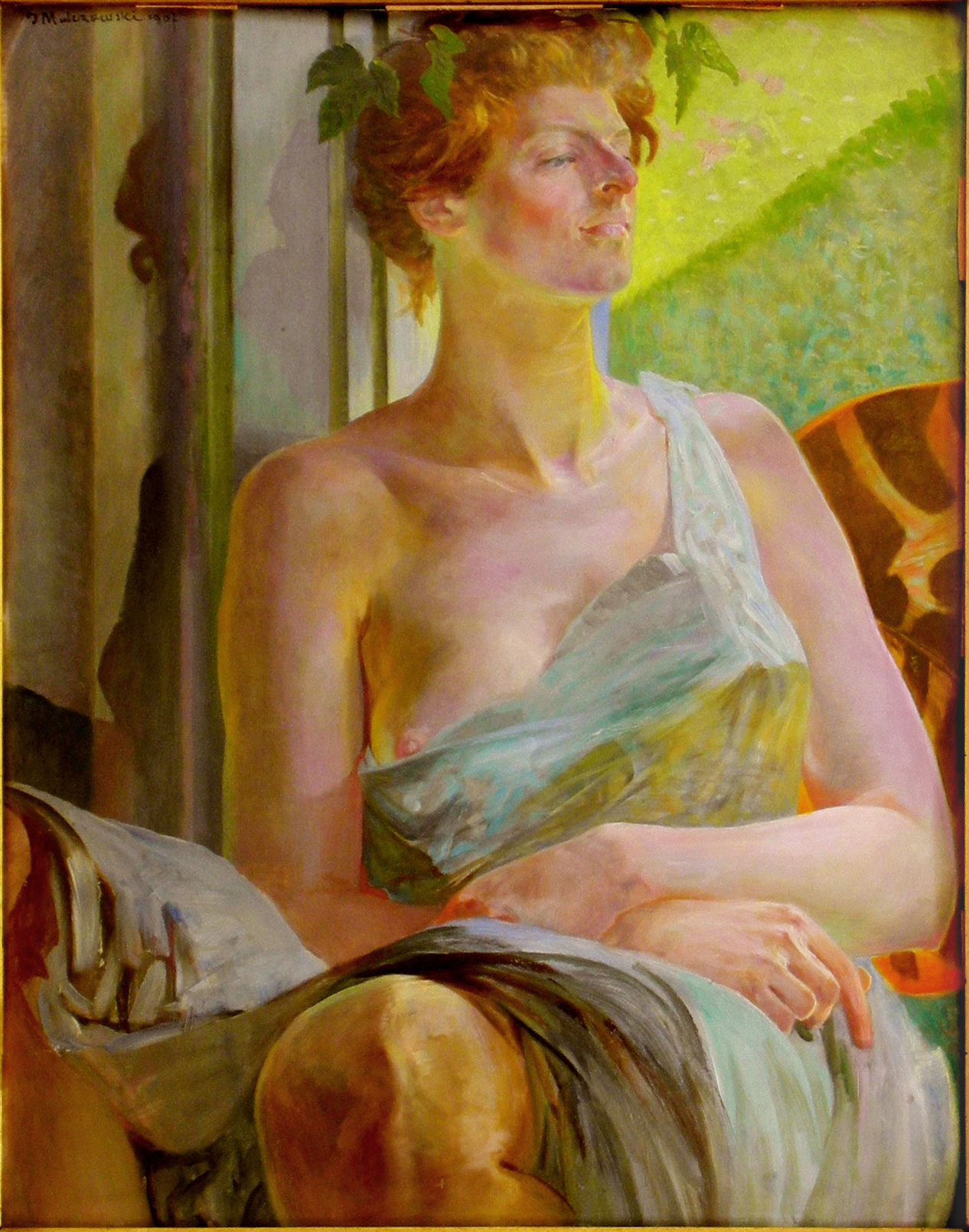
Bachantka, 1907, Lwowska Galeria Sztuki
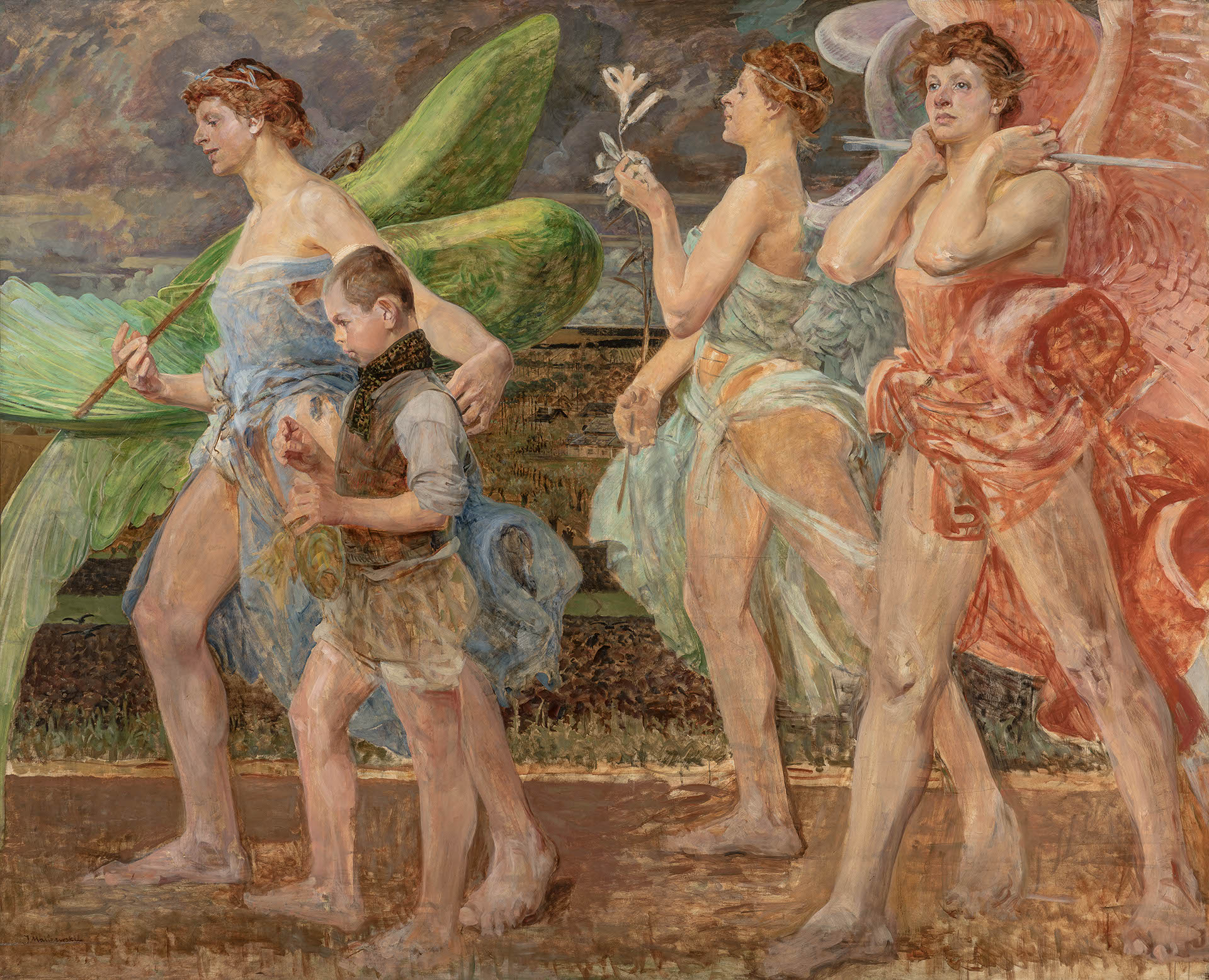
Tobiasz z aniołami, 1907, Muzeum Śląskie w Katowicach
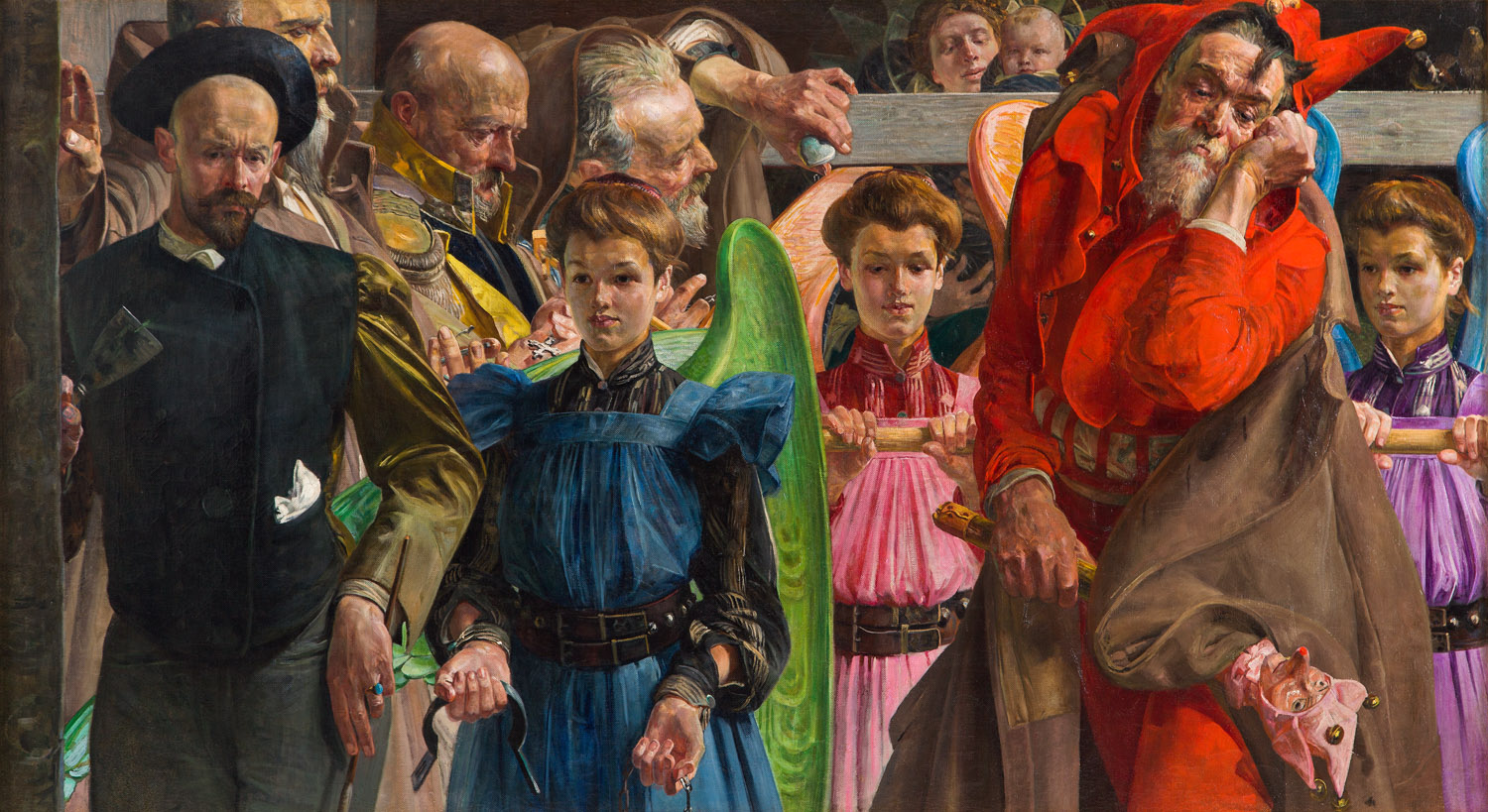
Rzeczywistość, 1908
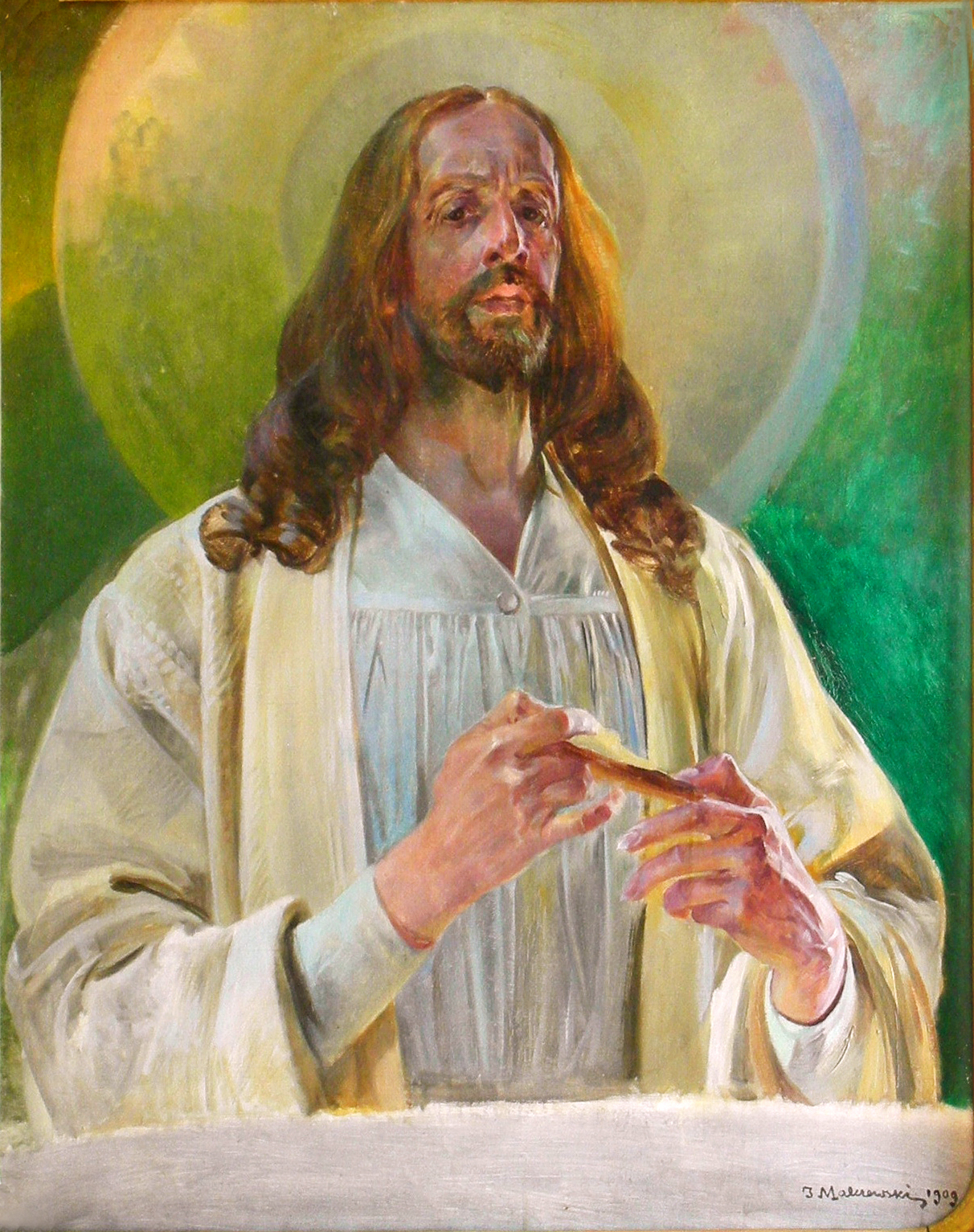
Chrystus w Emaus, 1909, Lwowska Galeria Sztuki
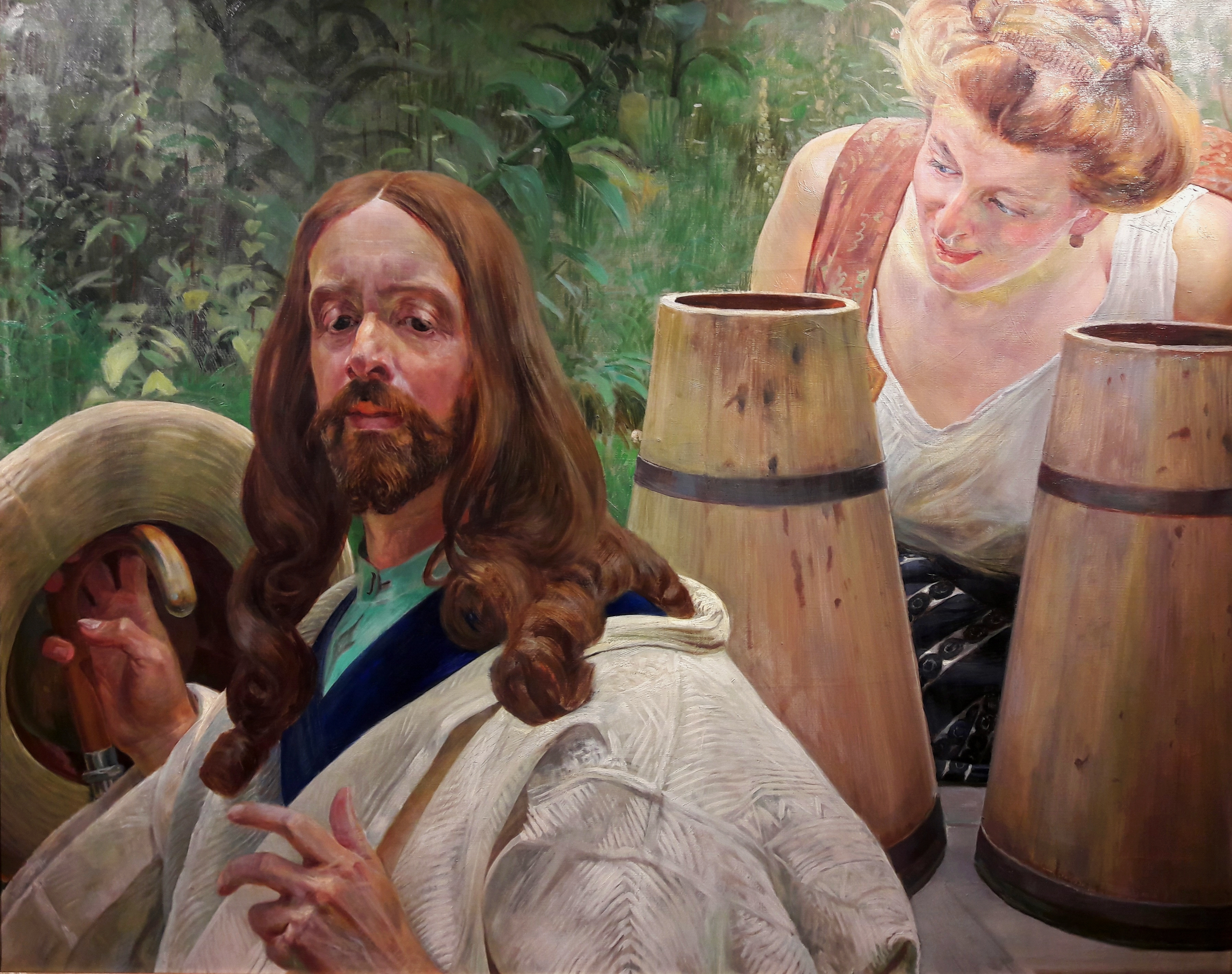
Chrystus i Samarytanka, 1909, Muzeum Archidiecezji Warszawskiej
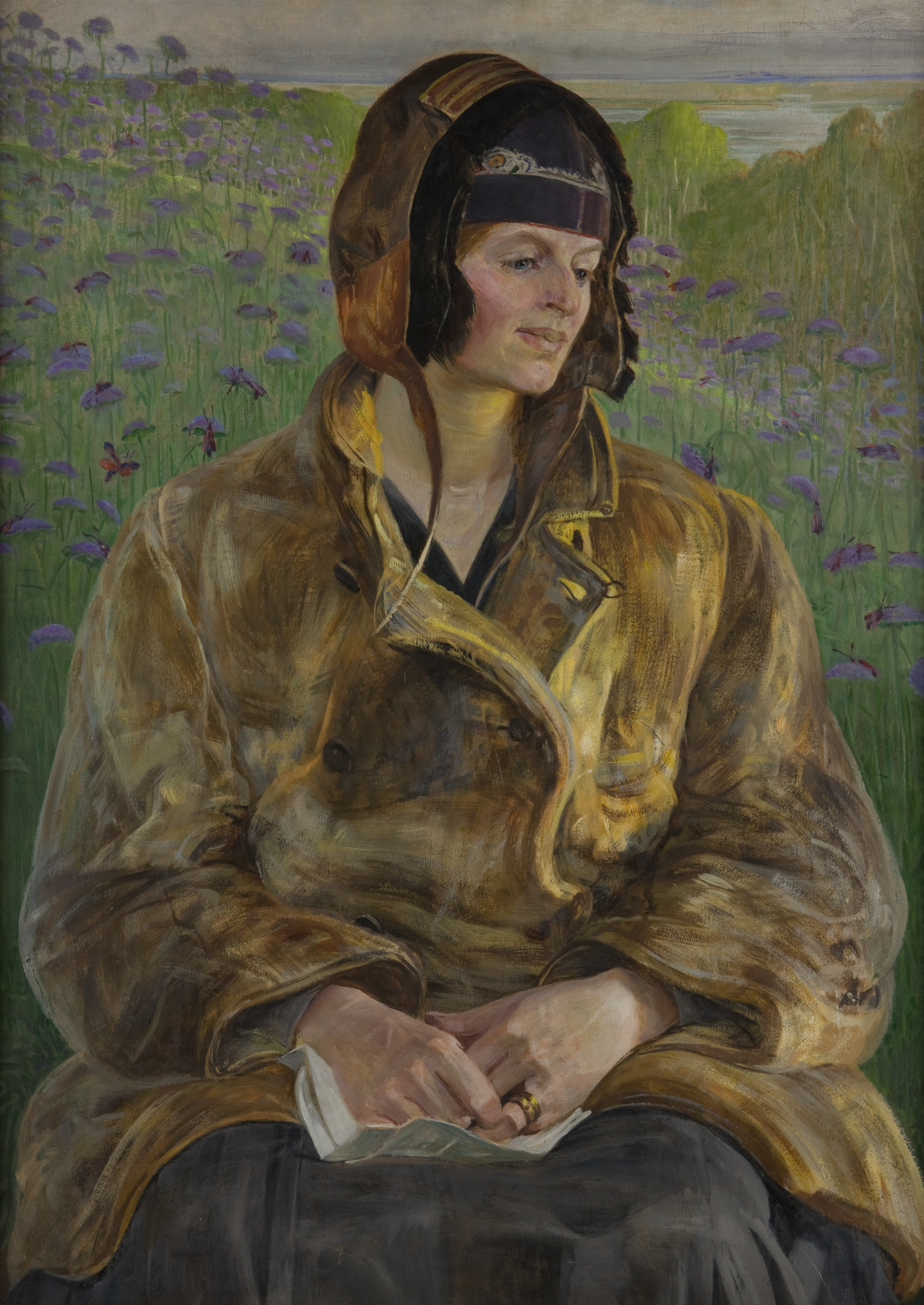
Ellenai, 1910, Muzeum Narodowe w Krakowie
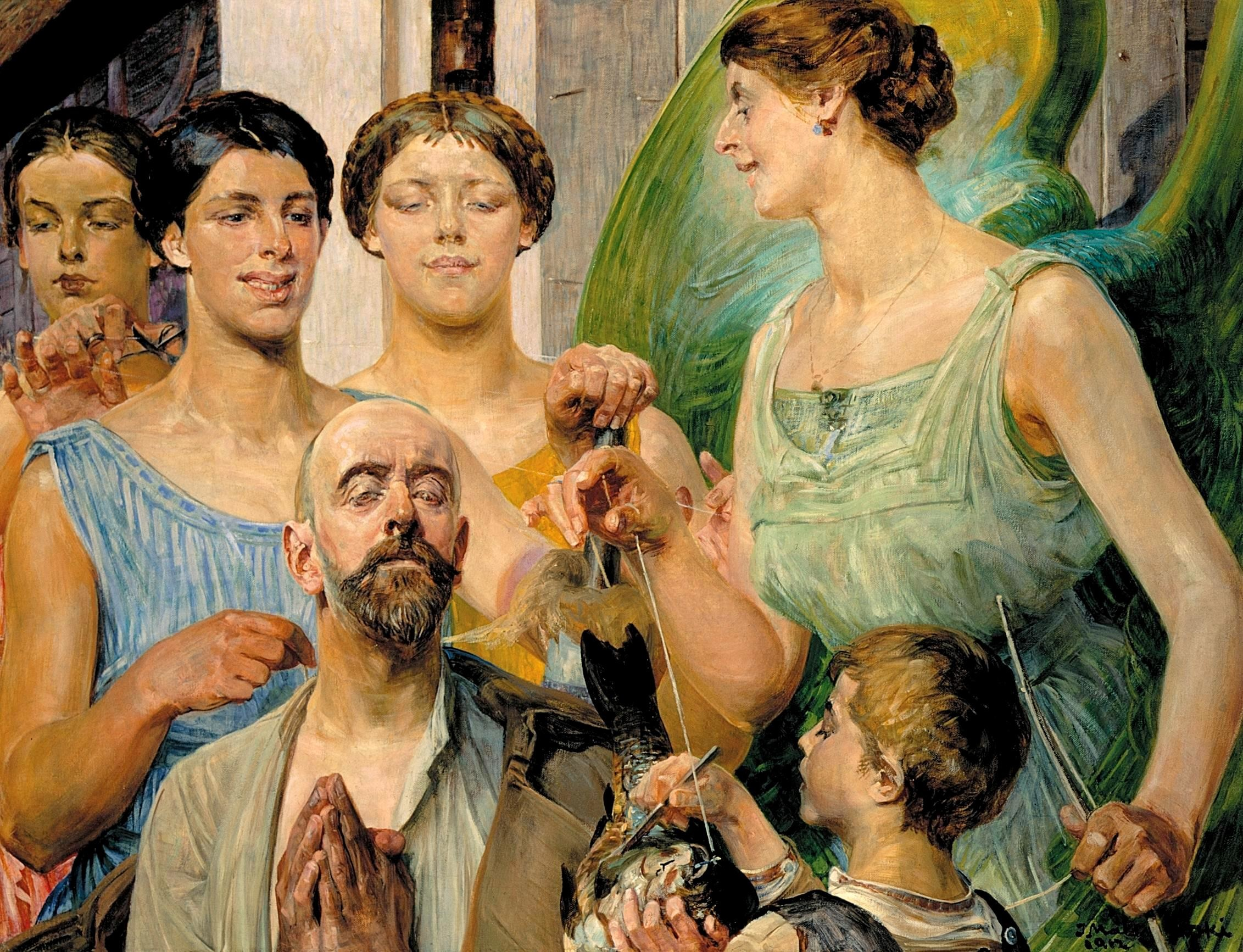
Tobiasz i Parki, 1912, Muzeum Narodowe w Poznaniu
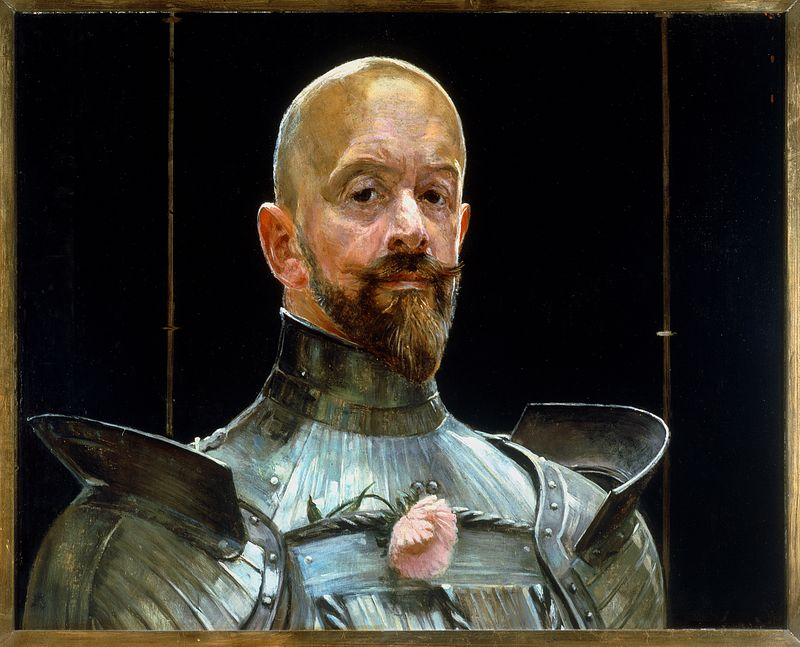
Autoportret w zbroi, 1914, Muzeum Narodowe w Warszawie
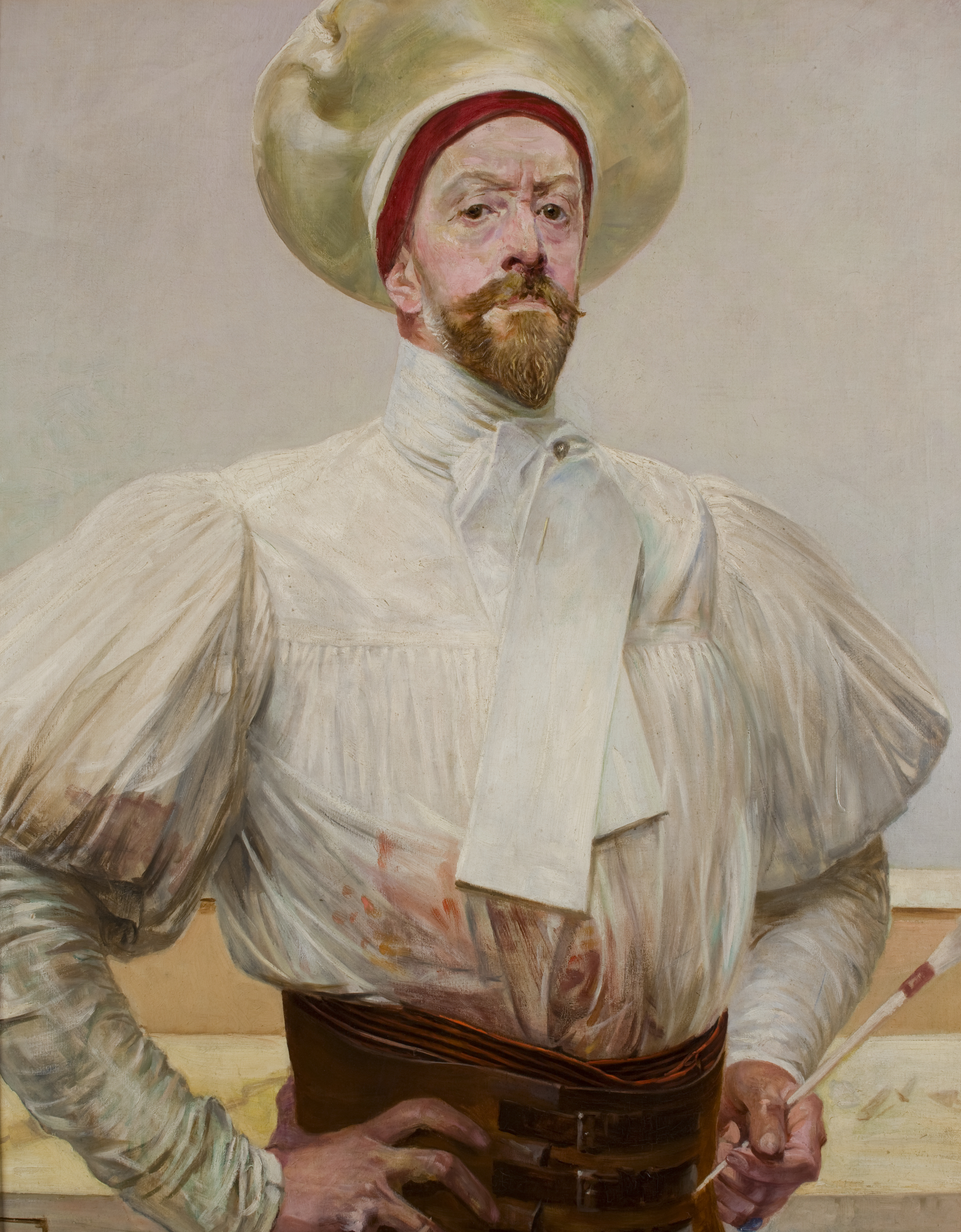
Autoportret w białym stroju, 1914, Muzeum Narodowe w Krakowie
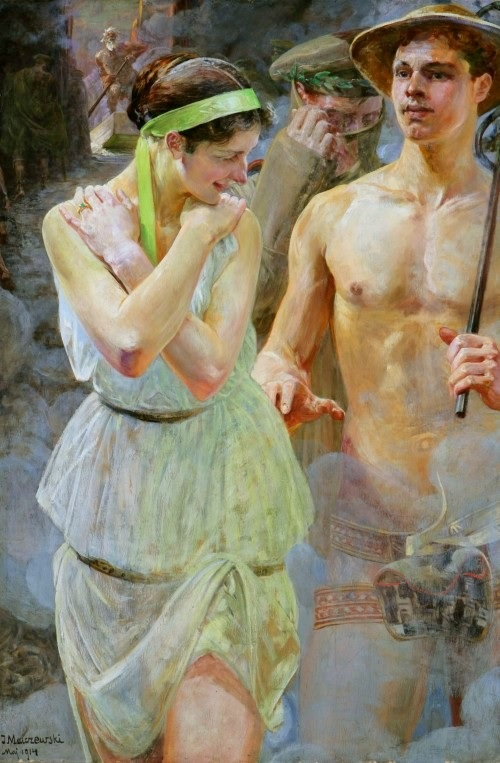
Polonia I, 1914
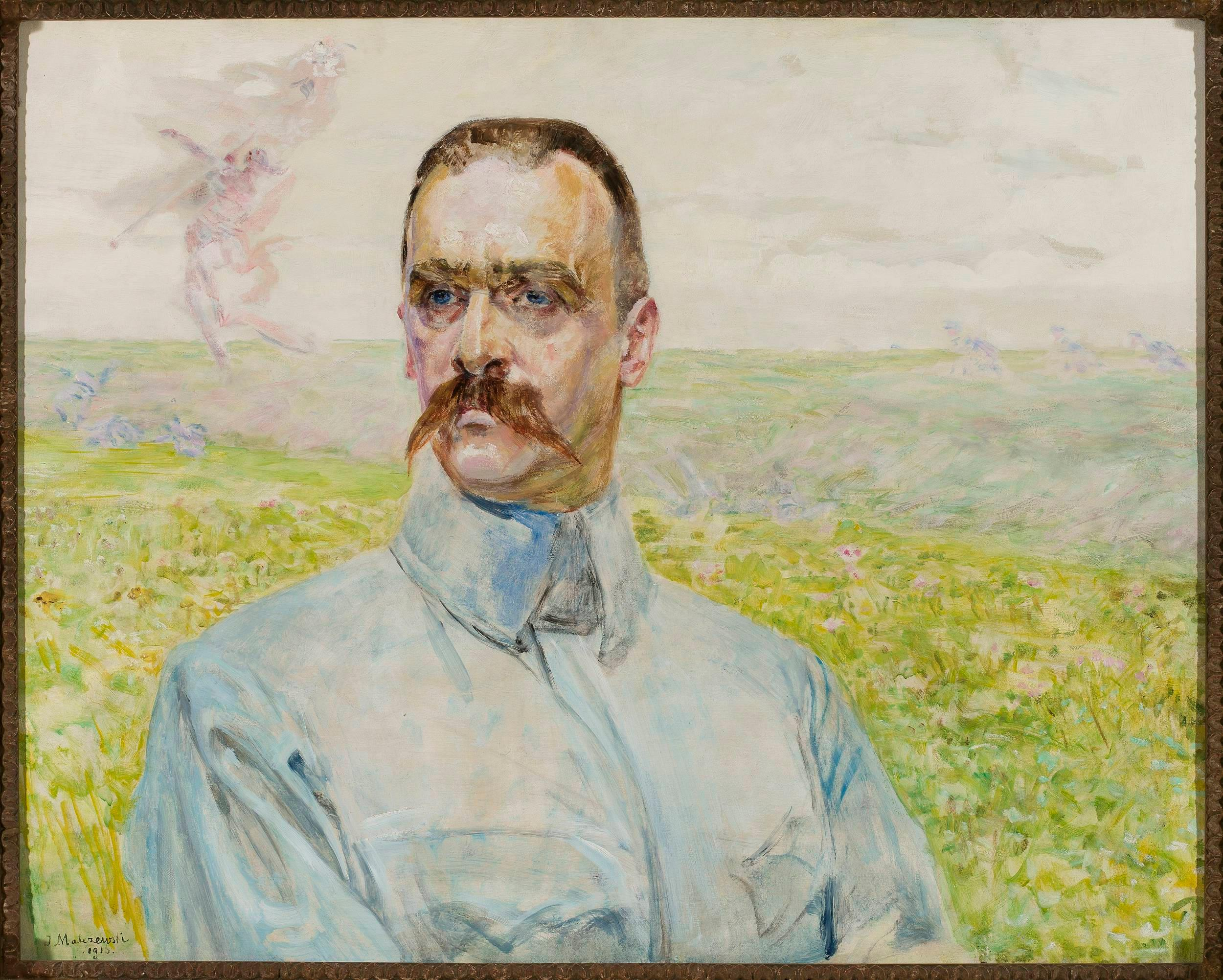
Portret brygadiera Józefa Piłsudskiego, 1916, Muzeum Narodowe w Warszawie
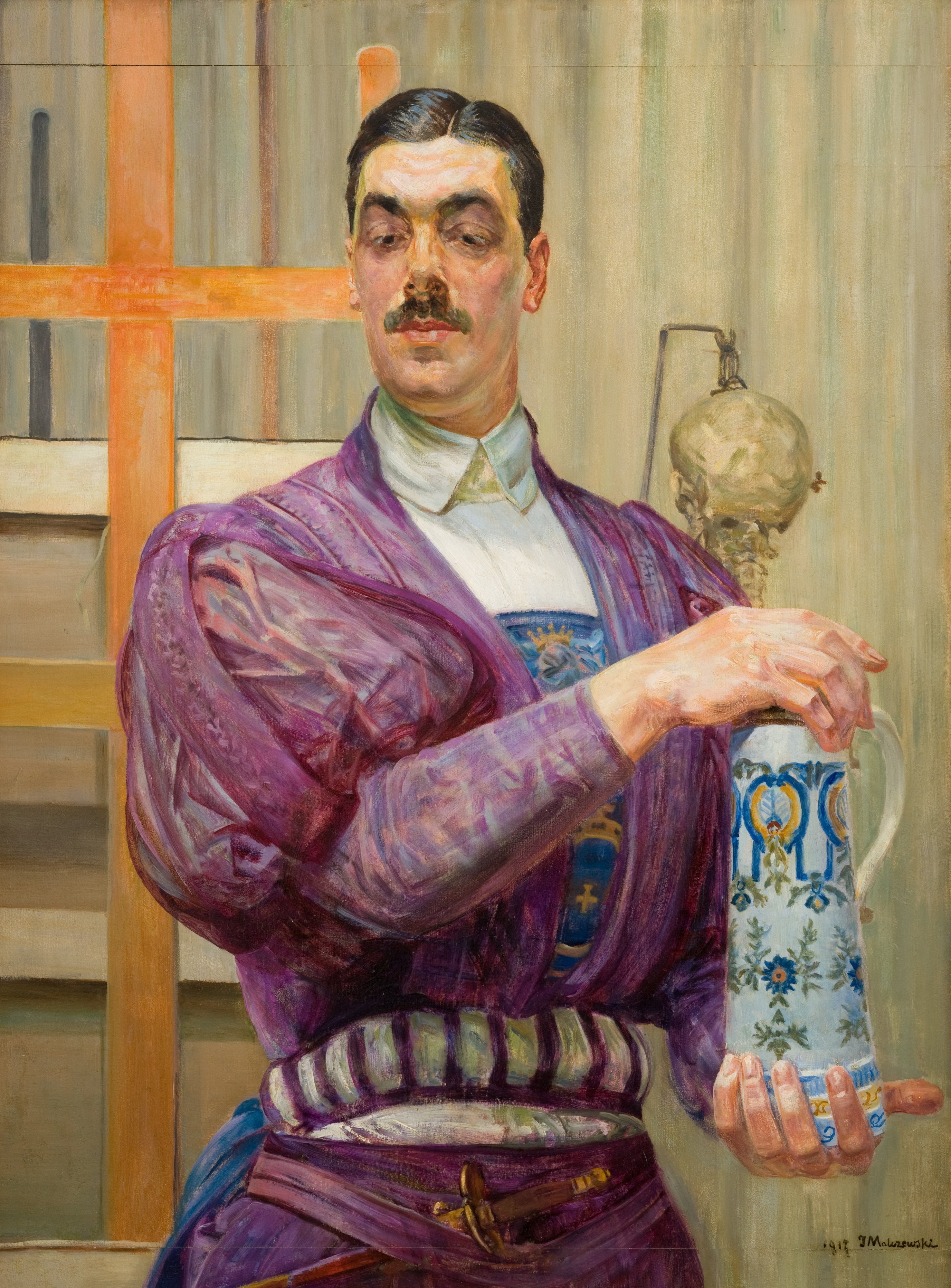
Młoda Polska, 1917, Muzeum Narodowe w Krakowie
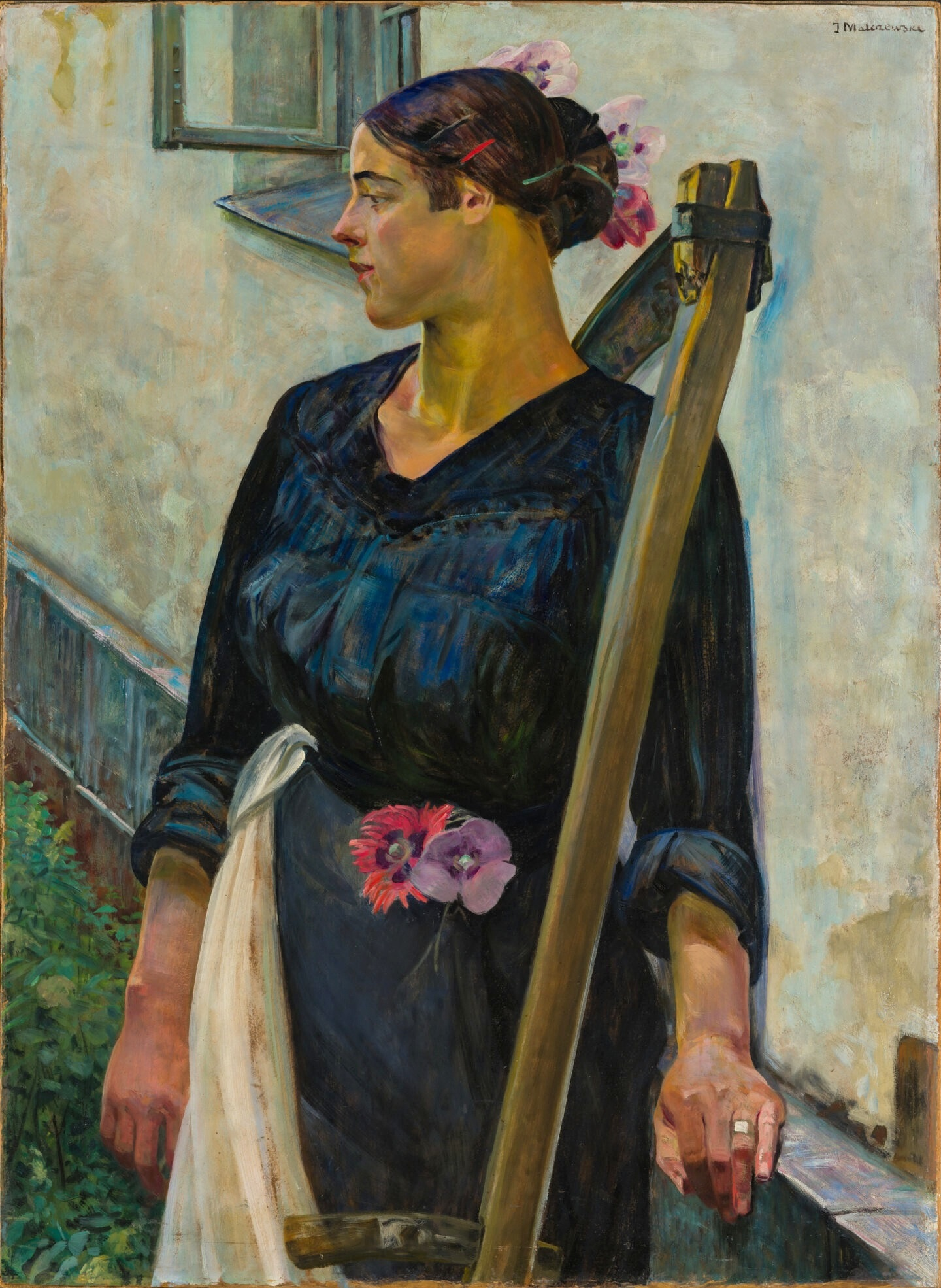
Śmierć I, 1917, Muzeum Sztuki w Łodzi

## Spuścizna
Poeta Jacek Kaczmarski interpretował twórczość Malczewskiego jako wyrażenie potrzeby stworzenia wewnętrznego wyimaginowanego świata, który będzie trwał i do którego może uciec pokonany człowiek. Motywy te stały się inspiracją do powstania jego utworu „Powrót z Syberii”. Inny utwór Kaczmarskiego, „Wigilia na Syberii”, jest inspirowany konkretnym obrazem Malczewskiego o tym tytule. Piosenka „Zatruta studnia” nawiązuje do cyklu obrazów pod tym tytułem, najbardziej odpowiadając obrazowi z numerem piątym. Na płycie Muzeum znajduje się jeszcze jeden utwór inspirowany obrazem Malczewskiego – „Zesłanie studentów”.
Malarstwo Malczewskiego wywarło też fundamentalny wpływ na twórczość filmową Andrzeja Wajdy. Wąs postaci odgrywanej przez Marka Walczewskiego w Weselu (1972) podkręcono, aby aktor sprawiał złudzenie podobieństwa do postaci z Autoportretu w zbroi. Liczne podobieństwa do twórczości Malczewskiego pojawiają się też w Brzezinie (1970), gdzie wykrywano podobieństwo kadrów do takich obrazów, jak Śmierć (1902), Autoportret z Thanatosem (1919) oraz – przede wszystkim – cykl Zatruta studnia.

## Ordery i odznaczenia
- Krzyż Komandorski z Gwiazdą Orderu Odrodzenia Polski (30 kwietnia 1927)[69][70][71]
- Krzyż Oficerski Orderu Odrodzenia Polski (13 lipca 1921)[72][73][74]